# Спасская башня
Спа́сская ба́шня (Фро́ловская, Фло́ровская, Фролола́врская, Иерусали́мские воро́та) — проездная башня Московского Кремля, выходящая на Красную площадь. Построена в 1491 году архитектором Пьетро Солари. В 1624—1625 годах (по другим данным — в 1626 году) английский архитектор Христофор Галовей надстроил башню многоярусным верхом в готическом стиле. В 1937 году на сооружение поместили навершие в виде рубиновой звезды. В верхней части башни установлены знаменитые часы-куранты.

## Этимология
Первоначальное название башни — Фроловская, или Фрололаврская, — происходит от церкви Фрола и Лавра на Мясницкой, куда вела дорога из Кремля через эти ворота. Во времена правления Ивана III городская застройка подходила вплотную к крепостным стенам. Она являлась причиной распространения пожаров и препятствовала свободному въезду в Кремль. По распоряжению царя храмы и дома в радиусе 10 саженей от крепости разобрали, в этот же период ликвидировали храм Фрола и Лавра. Некоторое время ворота именовали Иерусалимскими по церкви Входа Господня в Иерусалим.
В день венчания на царство Алексея Михайловича 12 июля 1645 года в Хлынове (Вятке) слепой Пётр Палкин исцелился от иконы Спаса Нерукотворного. В Москве это посчитали добрым знаком. Посланники царя с молитвой сняли образ и крестным ходом понесли в Москву. Встреча в столице происходила 14 января 1647 года у Яузких ворот при огромном стечении народа. Навстречу вышли сам царь с семьёй и патриарх Иосиф. Приложившись к святой иконе, Алексей Михайлович с приближенными внес ее в Кремль через Фроловские ворота и далее — в Успенский собор. В память об этом событии указ царя Алексея Михайловича от 17 мая 1658 года закрепил за воротами официальное название — Спасские. Позднее по воротам стали именовать и саму башню.

## История

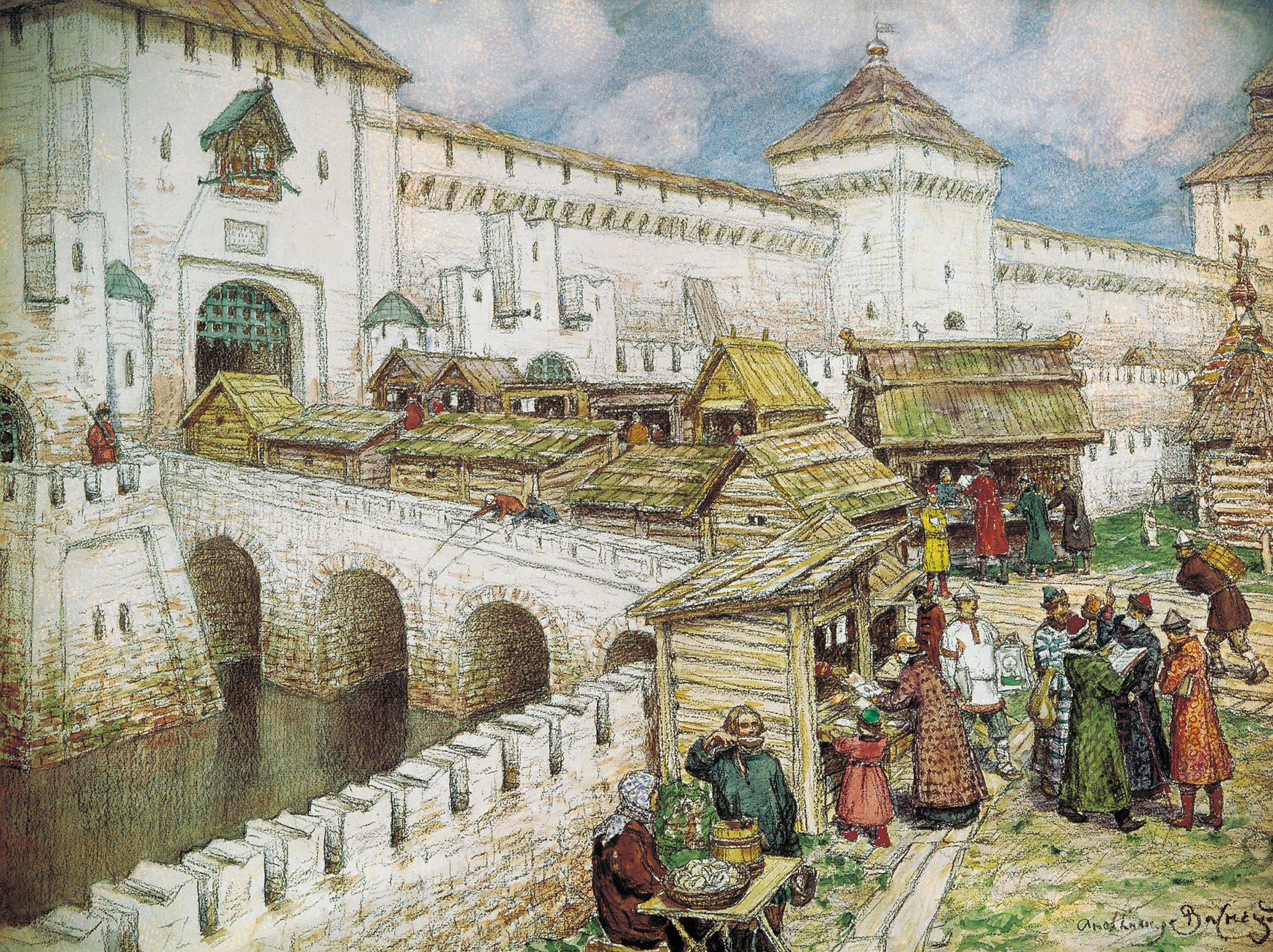
Картина Аполлинария Васнецова «Книжные лавочки на Спасском мосту» в XVII веке, 1916 год

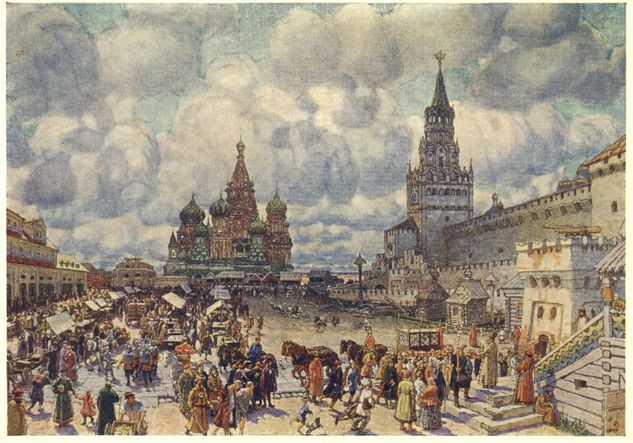
Красная площадь в XVII веке, работа Аполлинария Васнецова, 1925 год

### Строительство
В правление Дмитрия Донского в восточной части крепости располагалась белокаменная Фроловская башня с железными воротами. При ремонте 1464—1466 годов архитектор Василий Ермолин украсил стены сооружения рельефами с изображением святых Георгия Победоносца и Дмитрия Солунского. Тем не менее земляные работы вокруг башни не проводили, поэтому устройство несущих конструкций доподлинно не известно. Во время московского пожара 1488 года сгорели деревянные настилы трёх ярусов боя башни и пушечная изба поблизости.
В период правления Ивана III приступили к масштабной реконструкции крепости, возведение её восточной части начали со строительства новой Фроловской башни. Летописные свидетельства подтверждают, что её построили на месте старой башни или в непосредственной близости от неё. Работами руководил архитектор Пьетро Солари, об этом свидетельствуют белокаменные плиты с памятными надписями, установленные над въездными воротами башни. С внешней стороны надпись сделана на латинском языке, с внутренней — на славянском: 

 В лето 6999 [1491 год] июля божией милостию сделана бысть сия стрельница повелением Иоанна Васильевича государя и самодержца всея Руси и великого князя Володимерского и Московского и Новгородского и Псковского и Тверского и Югорского и Вятского и Пермского и Болгарского и иных в 30 лето государств его, а делал Пётр Антоний Солярио от града Медиолана.
Оригинальный текст (ст.-слав.)В ЛѢТО • ҂Ѕ҃ЦЧѲ • І҆Ꙋ́ЛІА • БОЖЬЕЮ МИЛОСТИЮ҃ • СДѢЛАНА БЫⷭ҇ СЇА СТРѢЛНИЦА ПОВЕЛѢНЇЕМЪ II І҆Ѡ҃АННА ВАСІЛЬЕВІЧА ГДⷭ҇РА И҆̀ САМОДРЪЖЦА ВСЕѦ РꙊСИИ И • ВЕЛИКОГО КНЅ҃Ѧ ВОЛО//ДИМЕРЬСКОГО • И МОСКОВСКОГО • И НОВОГОРОДСКОГО • И ПСКОВСКОГО. И ТВЕРЪСКОГО • И ЮГ//ОРСКОГО • И҆ ВАТСКАГО • И ПЕРМЬСКОГО • И БОЛГАРСКОГО • И ИНЫⷯ В̾ Л҃-Е ЛѢ<Т>О ГДР//ЬСТВА ЕГО А • ДѢЛАЛ ПЕТРЪ АНТОНІС • Ѿ ГРАДА МЕДІѠЛАНА.

Строительство завершилось в 1491 году. Основание сооружения представляло собой четырёхгранник с проездной аркой, прикрытой с внешней стороны отводной стрельницей и двумя боковыми бастионами. Стрельница — кирпичная пристройка с аркой в нижней части — использовалась для защиты проездных ворот. При необходимости проход перекрывали железными решётками — герсами, и неприятель оказывался запертым внутри. Стрельница была открыта сверху, что позволяло обстреливать врага с галереи второго этажа. Для этого наверху располагались зубцы с бойницами. Такая система защиты характерна для военной архитектуры конца XV века и была устроена на всех проездных башнях Кремля. Фроловская башня считалась главной среди кремлёвских фортификационных сооружений, её венчал деревянный шатровый купол, под которым разместили часовой и набатный колокола. Железные затворы Фроловских ворот с двух сторон расписали «по золоту цветами». Для безопасного передвижения воинов в толщине крепостных стен проложили проходы. Галерею, связывавшую Фроловскую и Набатную башни, позднее заложили каменными ядрами.
В правление Василия III между Москвой-рекой и Неглинной вдоль стен крепости проложили Алевизов ров. От Фроловских ворот через водоток перекинули деревянный подъёмный мост. Вскоре из-за оживлённого движения его заменили арочным каменным и стали именовать Спасским. На мосту регулярно выставляли лубочные картинки, на подходах стояли нищие, калеки и слепые.

### XVII век

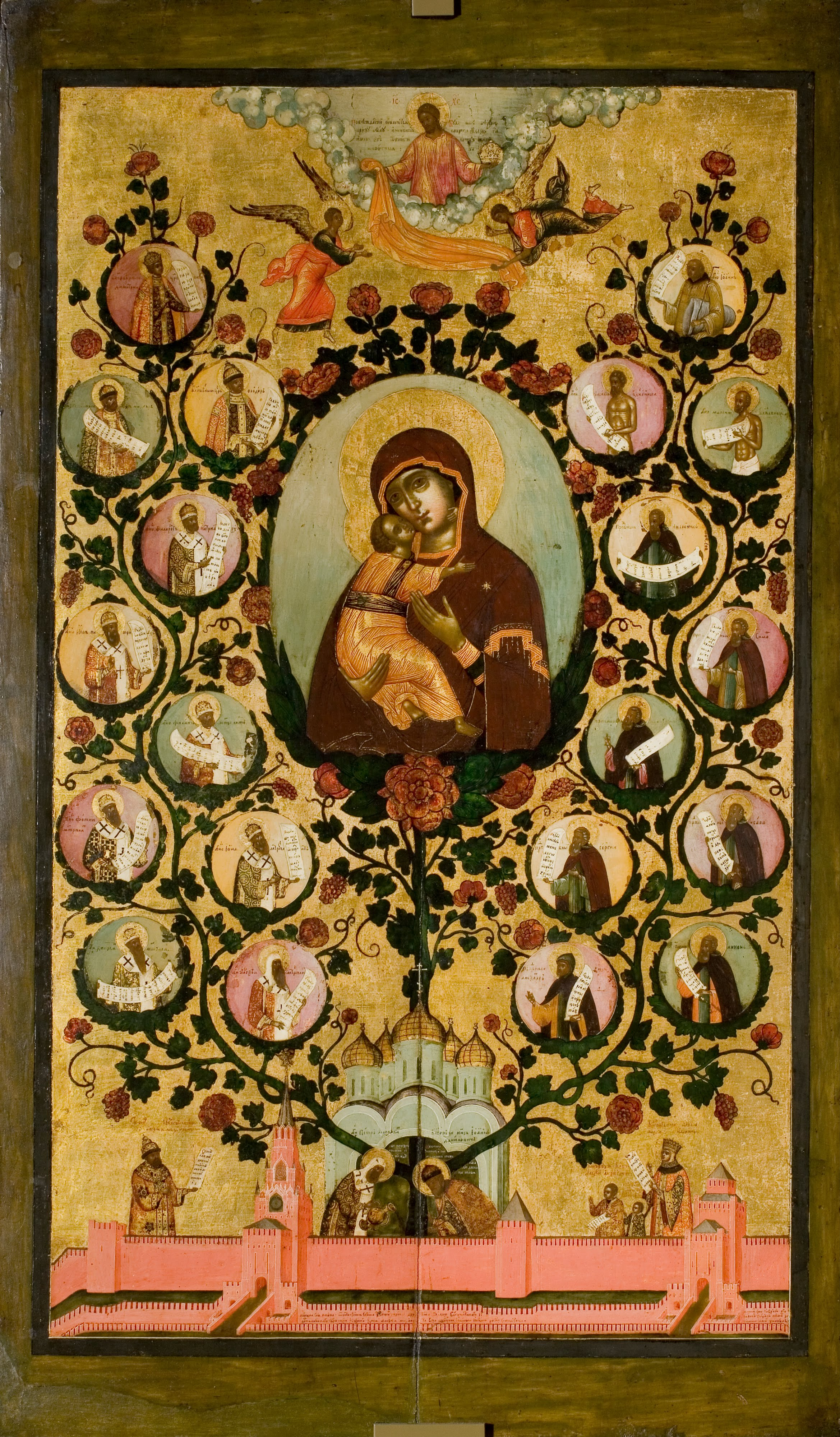
Древо государства Московского с изображением башен Кремля, 1668 год

К концу XVI века башню венчал деревянный верх с двуглавым орлом(по другим данным — с середины XVII века), сведения о гербовом навершии с основанием в виде шара относятся также к 1611 году. Декор регулярно меняли и описания наиболее ранних моделей не сохранились.
В 1624—1625 годах (по другим данным — в 1626 году) английский архитектор Христофор Галовей возвёл над башней многоярусный верх в готическом стиле. В работах участвовал русский мастер Бажен Огурцов, который завершил мерлоны боевой площадки прямым карнизом с циркульными арками. В нишах аркатурного пояса установили белокаменные статуи в стиле маньеризма — «болваны». Над нижним четвериком возвышался двухэтажный прямоугольный объём, декорированный белокаменными деталями, часами и колонками по углам. Завершалась башня восьмигранным ярусом с открытыми арочными звонами, увенчанными кирпичным шатром с черепичным покрытием. Композиционное решение сооружения было сходно с Брюссельской ратушей.
По распоряжению царя Михаила Фёдоровича нагие статуи на башне прикрыли специально сшитыми суконными однорядками. Тем не менее в 1628 году фигуры сильно обгорели при пожаре и были демонтированы. По другим данным, они пострадали от огня только в 1654 году вместе с шатровой надстройкой и часами Фроловской башни. Архиепископ Павел Алеппский сообщал, что вернувшийся из Смоленского похода царь Алексей Михайлович «пролил обильные слёзы» по этому поводу. Вскоре и башню, и часы исправили.
В 1658 году по указу царя Фроловские ворота переименовали в Спасские, позднее так стали именовать и башню. На въезде на отводной башне был изображён на камне образ Спасителя.
Согласно «Описи порух и ветхостей» 1667 года, башня и близлежащая стена находились в неудовлетворительном состоянии: 

На Спасской башне вверху, где стоит боевой часовой колокол у двух каменных столбов кирпича по три вывалилось <…> у крылец подпоры каменные жъ многие и перильца выпадали, а иные трясутца <…> да в той же башне от набату и от Монастырского Приказу углы отсели, кровли худы и обвалилися <…> и в ненастье бывает теча <…> От нижнего окна посторонь киота башня разселась вдоль к верху.
 Вскоре разрушения устранили. Чтобы подчеркнуть красоту Спасской башни, Никольскую на некоторое время оставили без высокого шатра.
В 1668 году часть Кремлёвской стены со Спасской башней была запечатлена на иконе Симона Ушакова «Древо государства Российского». На образе видно, что на тот момент крепость имела красную расцветку. Впервые о побелке Кремля в письменных свидетельствах упоминается в 1680 году, при этом в докладных записках подтверждалось, что до того момента Спасские ворота имели кирпичный цвет. Сооружение украшала поливная зелёная черепица, оттенок достигали благодаря использованию свинцовой глазури и медной окалины.

### XVIII век

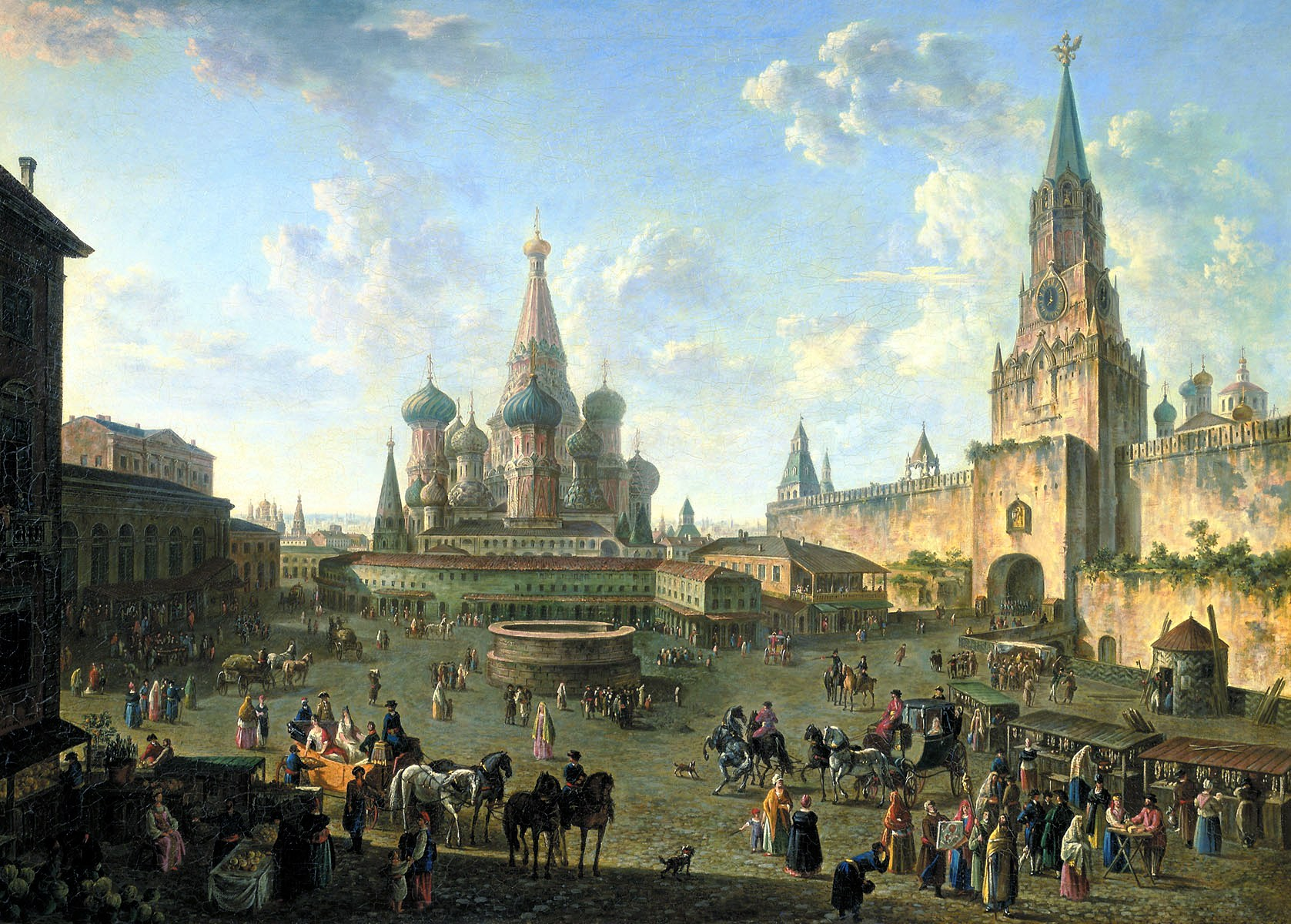
Картина Фёдора Алексеева «Красная площадь», 1801 год

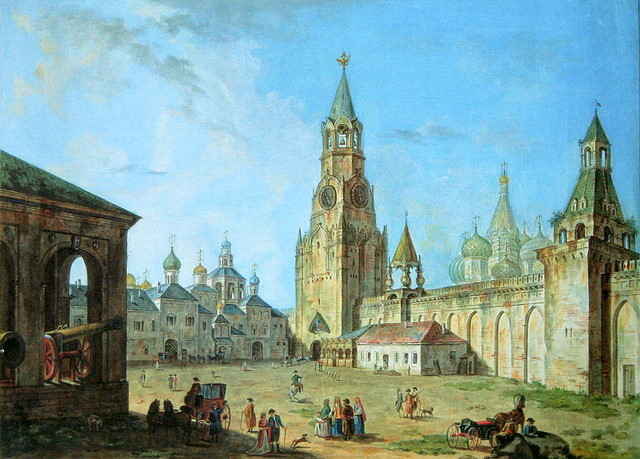
«Спасские ворота и Вознесенский монастырь в Кремле», работа Фёдора Алексеева и его учеников, 1800-е годы

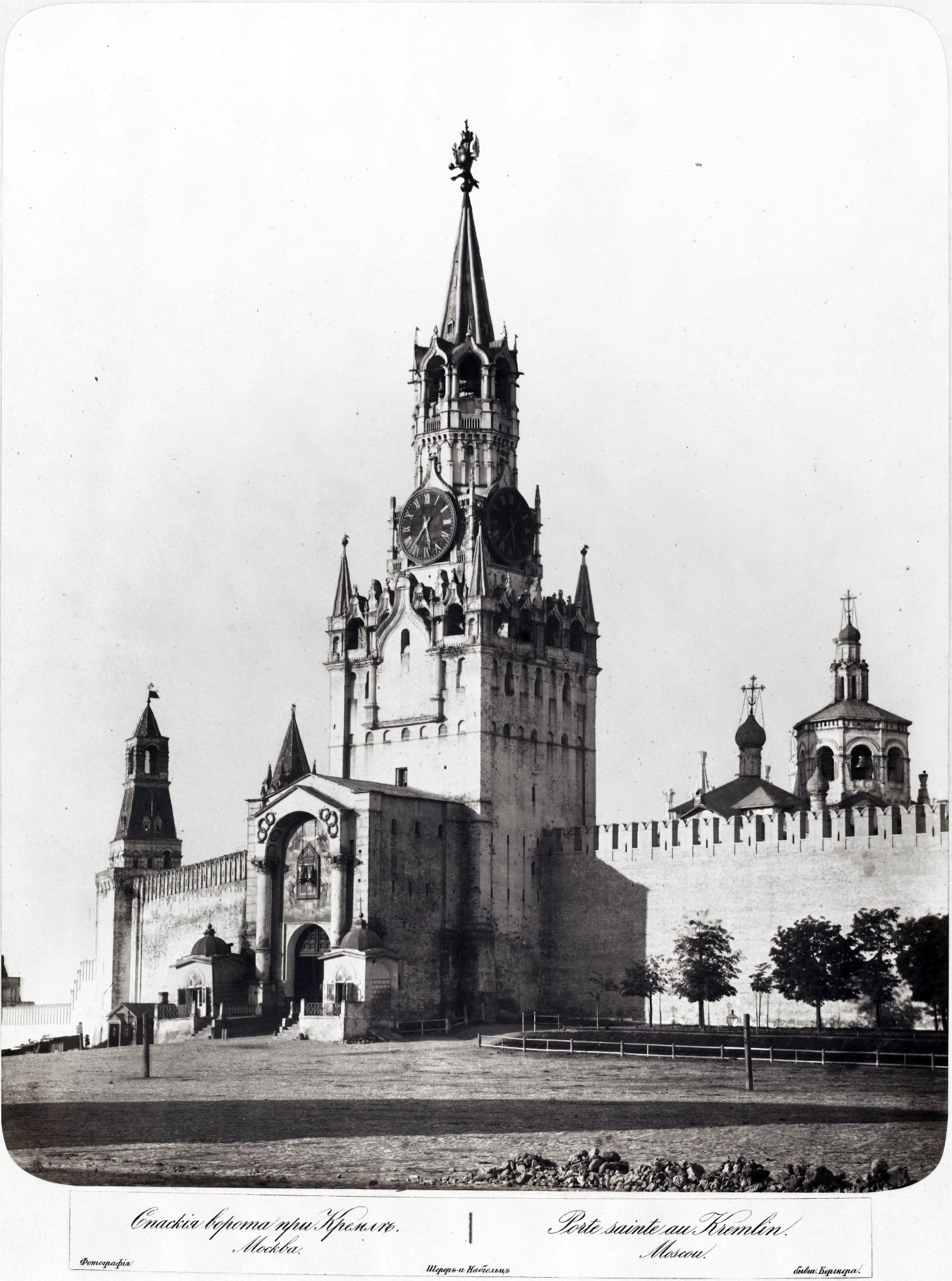
Спасская башня в начале 1860-х гг. (до ремонта).

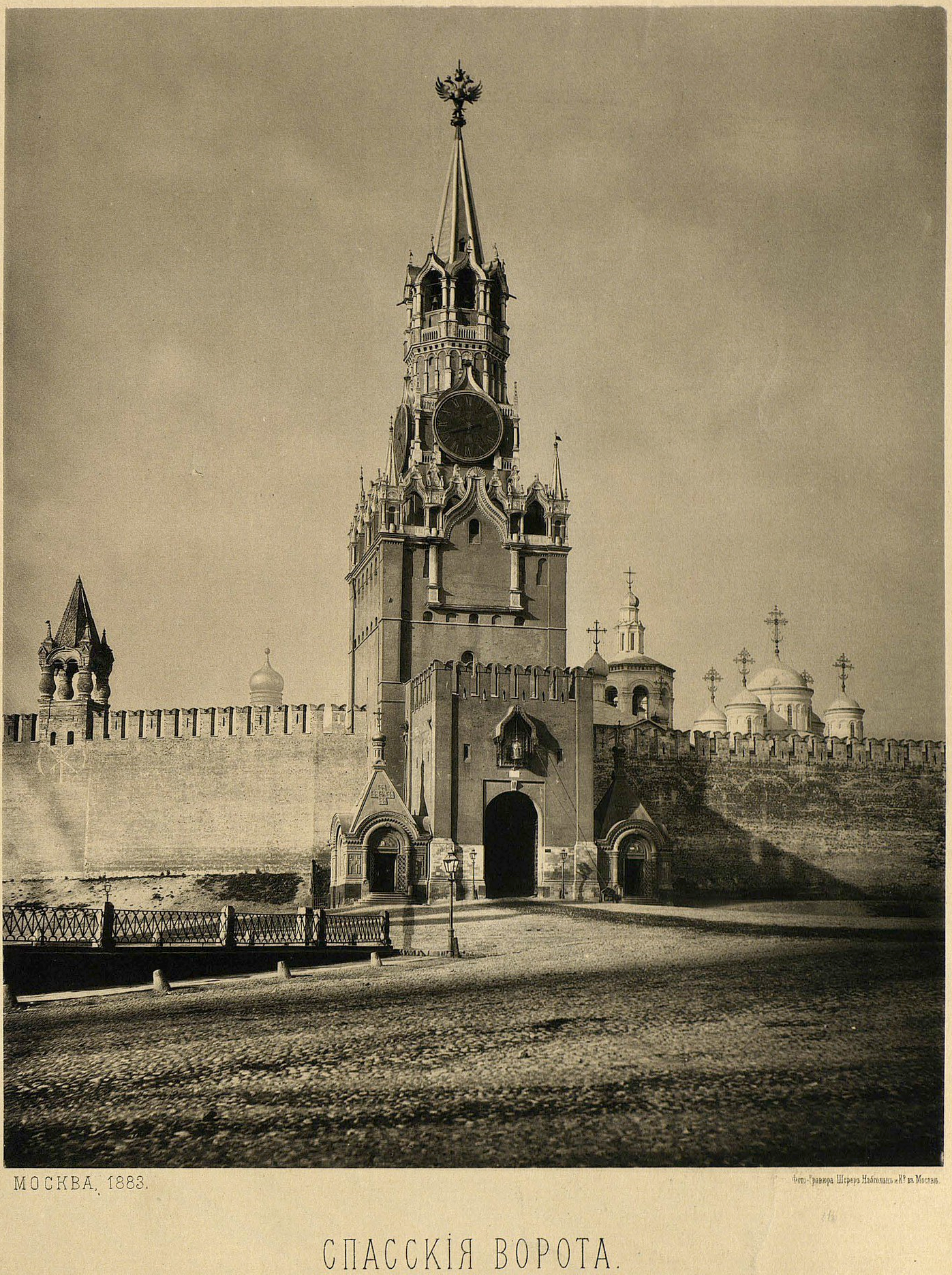
Спасская башня в 1883 году

В начале XVIII века по указу Петра I крепостные сооружения Москвы подробно описали и обмерили. Опасаясь нападения шведских войск, царь распорядился укрепить Кремль: «у Никольских и Спасских ворот сделать редан; Спасские ворота сделать так же, а ворота зарубить с землёю на 15 футов, за рвом сделать контр-шкарф». Рядом со Спасской башней установили укрепления из брёвен, у её задней стены возвели каменную гауптвахту с галереей на каменных столбах.
В правление Петра I именно возле Спасских ворот брали пошлину за бороды. В 1706 году были заменены на башне старые часы на новые, заказанные в Голландии. Когда императорский двор переехал в Санкт-Петербург, кремлёвские сооружения начали постепенно приходить в упадок.
Спасская башня сильно пострадала в 1737 во время Троицкого пожара: выгорели деревянные затворы и кровля, створчатые ворота и перекрытия. Из-за повреждений обрушились колокола, пробив башенные своды. По распоряжению Елизаветы Петровны строение вскоре восстановили, вратный образ Спаса был возобновлён . Часы на башне тоже пострадали и были заменены в 1770 году на другие.

### XIX век
В начале царствования Александра I к 1803 году Спасские ворота реконструировали, у отводной башни под руководством архитектора В. Баженова установили портал с коринфскими колоннами и две каменные часовни. Были демонтированы герсовые решётки и обветшавшие петровские бастионы, засыпан Алевизов ров и разобран Спасский мост. На тот момент у башни (со стороны Кремля) располагались караульная и дом часовщика.
Во время оккупации Москвы 1812 года по распоряжению Наполеона Кремль подготовили к возможной обороне. Спасские ворота завалили землёй и брёвнами. Когда французские войска покидали город, они планировали подорвать крепость. Часть башен была взорвана, но Спасскую башню успели разминировать и она не пострадала.
Спасская башня считалась главным проездным сооружением крепости, поэтому ворота регулярно подновляли: заделывали трещины, обновляли штукатурку, заменяли прогнившие детали. В 1816—1819 годах во время ремонта Кремля были убраны остатки Спасского моста.. В 1820-х годах и десятилетием позднее сооружение ремонтировали по проекту архитектора Ивана Мироновского. В 1824 году в соответствии с указом императора башню покрасили в светлый тон (светло-перловый), а шпиль — зеленой краской. В 1831 году были полностью заменены дубовые ставни ворот, через два года для них изготовили специальные ключи с вензелем Николая I. Их выполнил механик Спасских курантов В. Я. Лебедев. Они хранились у московского коменданта, в 1887 году их передали на хранение в Оружейную палату.
В 1852 году закончили очередной ремонт курантов, они стали играть «Коль славен» и Преображенский Петровский марш.
Из-за статуса башни её обильно украшали гирляндами и иллюминацией к коронациям императоров.
В 1861 году началась масштабная реконструкция кремлёвских строений, во время которой обновили облицовку стен, килевидные арки звонов и аркатурных поясов, восстановили осыпавшиеся зубцы и участки стен отводной стрельницы. Через год художник Жан Батист Артари восстановил образы над воротами, росписи стен и сводов по сохранившимся фрагментам. В 1866—1868 годах провели капитальный ремонт, во время которого демонтировали портал и скатную кровлю. В отводной башне сняты крыша и убраны колонны начал XIX века, вместо крыши сделаны зубцы, похожине на стенные. Цвет Спасской башне вернули красный. Часовни, возведённые по проекту Осипа Бове перед въездом в ворота, заменили двумя новыми с шатровыми покрытиями и миниатюрными главками наверху.

### XX и XXI века
Во время вооружённого восстания 1917 года Спасские ворота, часовни и часы сильно пострадали от артиллерийского обстрела. Позднее башню реконструировали под руководством архитектора Николая Марковникова. Часовни восстановили к 1921 году под руководством И. Е. Бондаренко, И. В. Пыльского и А. А. Латкова. Однако уже в 1925 году их разобрали.
Во время Великой Отечественной войны кремлёвские сооружения замаскировали, чтобы предотвратить их бомбардировку. Рубиновую звезду на Спасской башне погасили и закрыли деревянными щитами. Для ориентации водителей в ночное время суток на ворота нанесли белые полосы. Несмотря на меры предосторожности, очертания крепости хорошо читались по соседним улицам. От налётов вражеской авиации Кремль защищали две зенитные батареи корпуса ПВО. На время проведения парада 7 ноября 1941 года, согласно специальному приказу, маскировка была снята. Во время бомбардировок Кремля в марте 1942 года одна из бомб взорвалась между Спасской и Набатной башнями, но они пострадали незначительно. В апреле 1945 года маскировку полностью демонтировали.
При послевоенной реконструкции для шатра Спасской башни изготовили медную кровлю, напоминающую по форме черепицу. По другим данным, новое покрытие кровли установили только через двадцать лет во время следующей реставрации.
В 1973 году в кремлёвских сооружениях провели комплексные капитальные работы. Авторами проекта выступали архитекторы А. В. Воробьёв и А. И. Хамцов, по проекту которых восстановили белокаменный декор и обновили ветхие элементы. Стены и своды сооружения имели трещины, поэтому их укрепили стальными стяжками и железобетонными конструкциями. До 1990-х годов по ночам специальными внешними рефлекторами освещали только Спасскую и Никольскую башни. Позднее подобное оборудование установили и возле других крепостных сооружений.
В 2014—2015 годах был проведён капитальный ремонт Спасской башни. Во время работ обновили стёкла звезды, восстановили циферблаты курантов, провели консервацию кладки и белокаменных элементов. При новогодних торжествах на закрытое лесами сооружение проецировали изображение часов и башни.

## Архитектурные особенности

### Описание

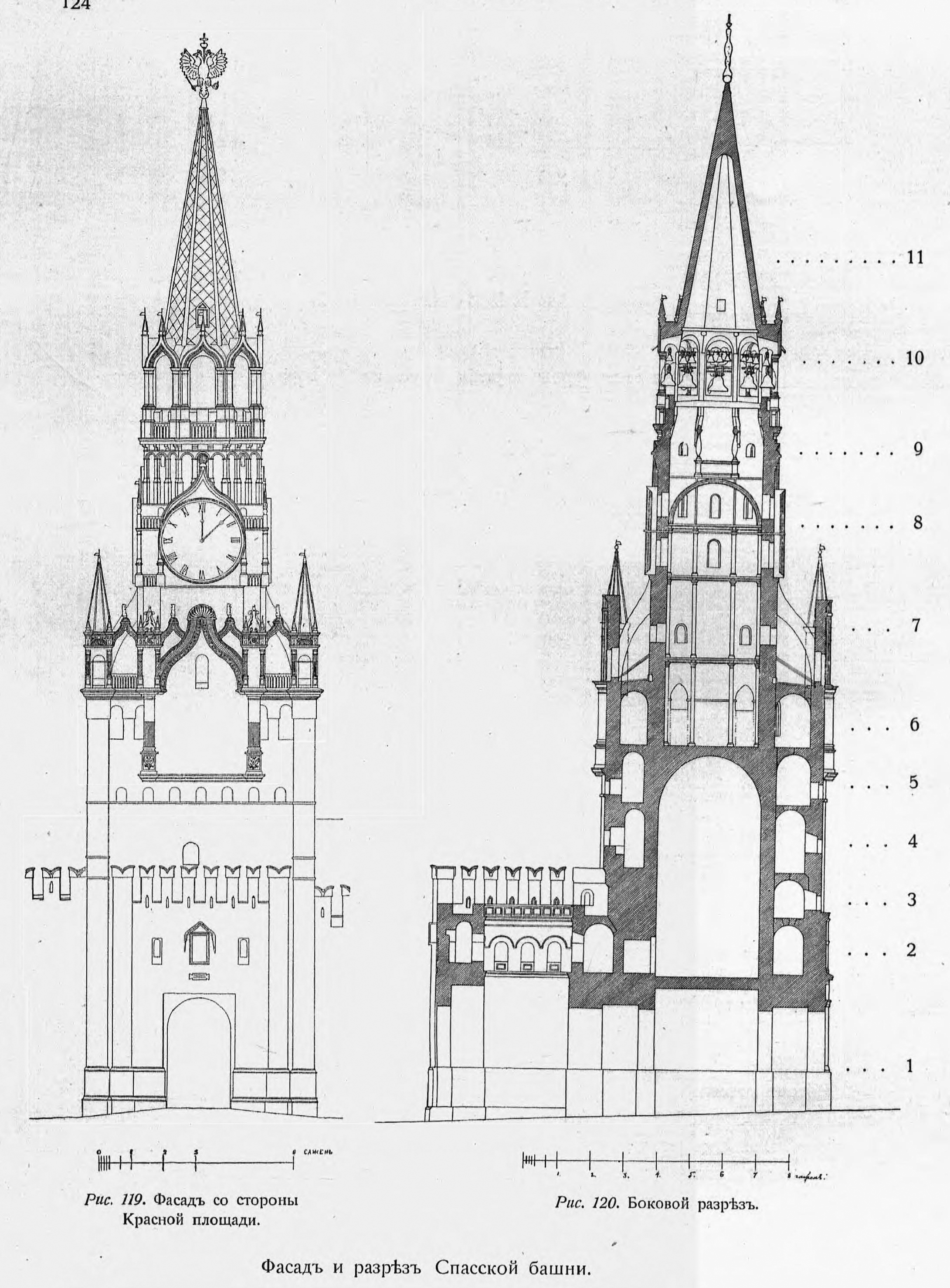
Схема фасада и срез башни после ремонта, конец 1860-х гг.

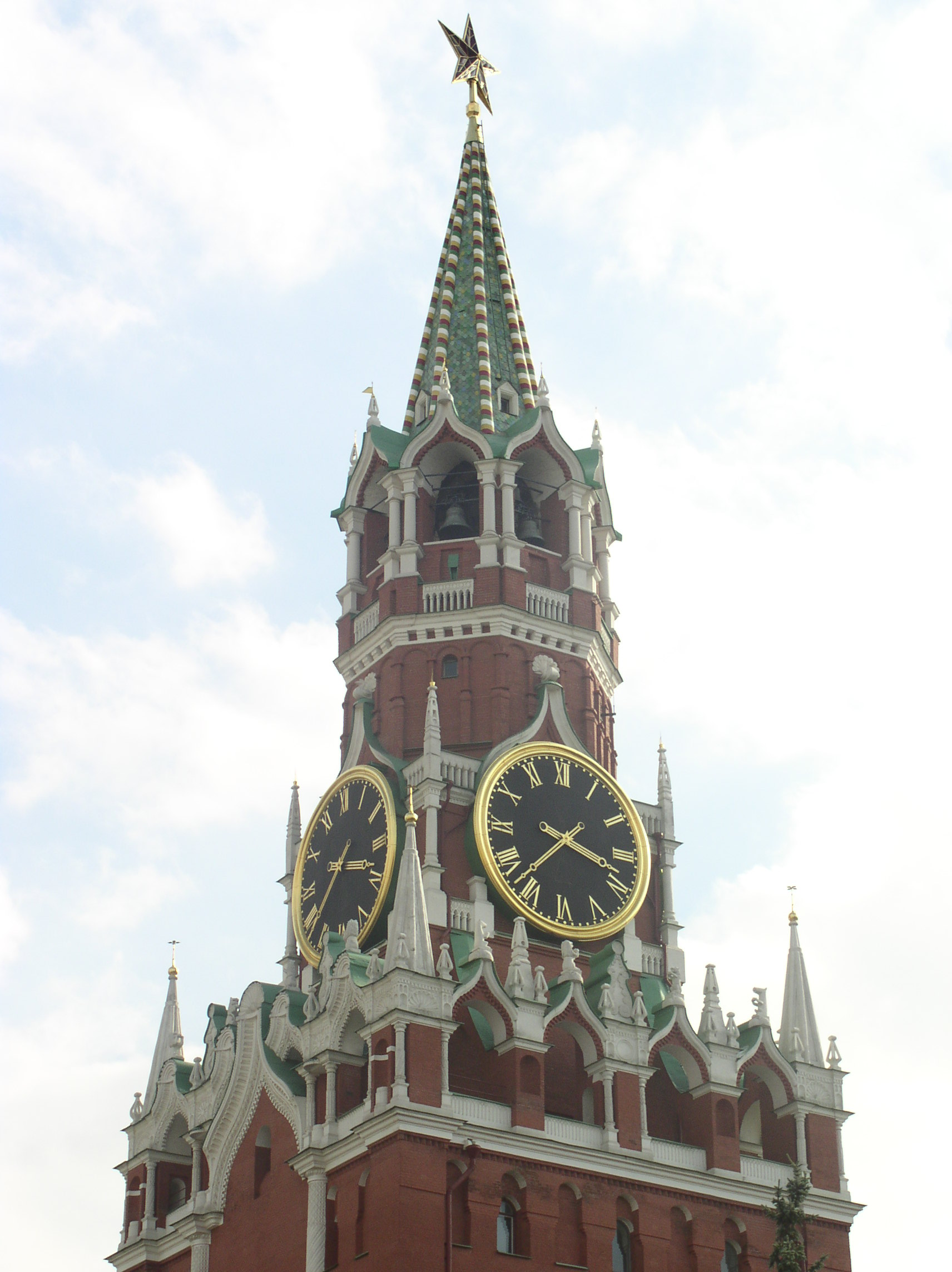
Декор верхних ярусов Спасской башни, 2005 год

Историк С. П. Бартенев указывает следующие габариты Спасской башни: высота — 34 сажени (ныне 71 метр со звездой), периметр основания — 29 сажени, высота нижней части — 14 саженей, высота верхней — 20 саженей, число этажей — 10. Конструкция сложена из тяжеловесного кирпича, вес каждого из которых достигает восьми килограммов. Для цоколя и архитектурного декора использовали лекальный кирпич. Двойные стены сооружения скреплены каменными упорами и оборудованы проходными галереями, каменными и деревянными лестницами.
Внизу Спасская башня представлена удлинённым параллелепипедом. В верхней части каждой из его сторон расположены семь полуциркульных оконных рам, выделенных белокаменным поясом. У самой вершины объёма — полузаложенные удлинённые окна. Со стороны Красной площади и Кремля фасады декорированы готическими фронтонами, опирающимися на дорические колонны. Со всех сторон четырёхгранный объём увенчан рядом арок, украшенных белокаменными башенками, резными столбиками, колоннами и щипцами. Они обрамлены зубчиками и перехвачены поясом маленьких раковин и розеток, а также оформлены скульптурами мифологических львов и медведей, держащих флагштоки в виде шаров. Углы четверика акцентированы белокаменными пирамидами с позолоченными флюгерами.
Верхняя часть башни представлена четвериком с часами, над которым возвышается восьмигранный объём, украшенный арками, колоннами и балюстрадами. Они завершаются восьмигранной крышей с пролётами готической формы, разделёнными двойными колонками.
Отводная стрельница сохранила архитектурные формы XV века и представлена прямоугольником, который уже нижнего объёма башни. Конструкция не имеет крыши и в верхней части по периметру оформлена рядом зубцов. Углы декорированы лопатками с пьедесталами. С внешней стороны Спасских ворот размещена копия повреждённой таблички на латыни. Когда демонтировали оригинал неизвестно, он хранится в фондах Музеев Кремля и содержит следующую надпись: 

 IOANNES VASILII DEI GRATIA MAGNUS DUX VOLODIMERIÆ, MOSCOVIÆ, NOVOGARDIÆ, TFERIÆ, PLESCOVIÆ, VETICIÆ, ONGARIÆ, PERMIÆ, BUOLGARIÆ ET ALIAS TOTIUSQ(UE) RAXIE D(OMI)NUS, A(N)NO 30 IMPERII SUI HAS TURRES CO(N)DERE F(ECIT) ET STATUIT PETRUS ANTONIUS SOLARIUS MEDIOLANENSIS A(N)NO N(ATIVIT) A-(TIS) D(OM)INI 1491 K(ALENDIS) M(ARTIIS) I(USSIT)P(ONE-RE)

### Куранты

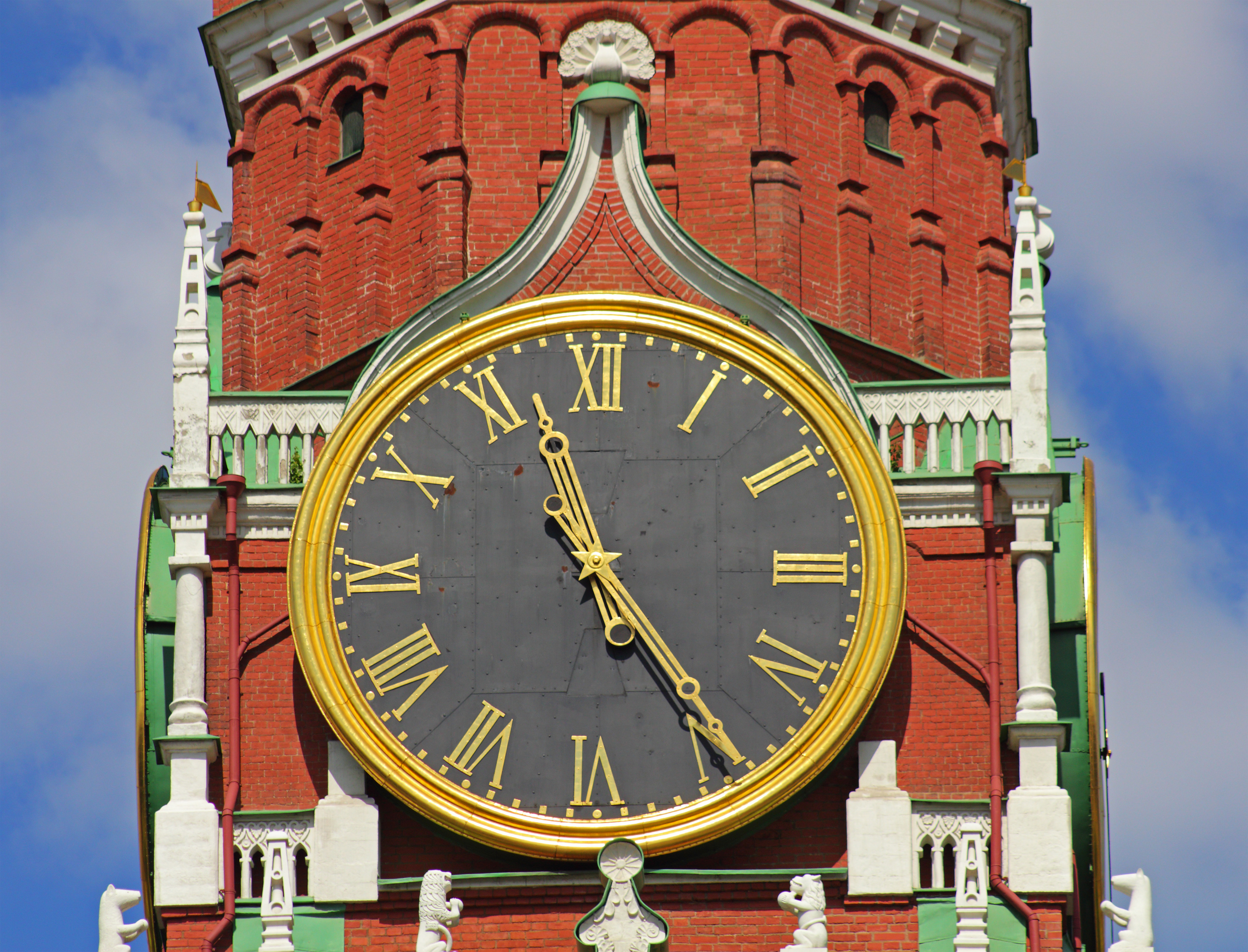
Куранты Спасской башни, 2012 год

Циферблаты Спасских курантов выходят на четыре стороны. Диаметр каждого из них составляет 6,12 метра, высота римских цифр — 0,72 метра. Длина часовой стрелки — 2,97 метра, минутной — 3,27 метра. Обод, цифры и стрелки механизма позолочены, а общая масса конструкции достигает 25 тонн. Для четвертичного боя в механизме используются молотки. На начало реконструкции 1999 года они были соединены с девятью колоколами, масса каждого из которых превышает триста килограммов. Также установлен один часовой колокол, массой более двух тонн. Механизм занимает десятый ярус башни.
По одной из версий, часы на Фроловской башне появились сразу после строительства сооружения в 1491 году. Но о первых часовщиках летописи упоминают лишь в XVI веке, и ряд исследователей полагает, что механизм был установлен в этот же период. Часы располагались только на Спасской башне и служили для указания времени церковного благовеста всему городу. По указу Петра I в 1706 году Спасские часы были заменены на новые и переделали на «немецкий лад» с двенадцатичасовым циферблатом. В 1851—1852 годах братья Николай и Иван Бутенопы изготовили новые куранты, использовав некоторые запчасти[прояснить] старого механизма. Часы занимали с восьмого по десятый ярусы башни. В шесть и двенадцать часов они исполняли марш Преображенского полка, в три и девять — гимн «Коль славен наш Господь в Сионе» композитора Дмитрия Бортнянского. После ремонта 1918 года в двенадцать часов куранты стали исполнять «Интернационал», а в полночь — «Вы жертвою пали…». Бой часов ежедневно передавали по радио. С 1938 года механизм перестал играть мелодии и только отбивал часы и четверти. К инаугурации Бориса Ельцина в 1996 году куранты обновили, чтобы они могли исполнять в двенадцать и шесть часов «Патриотическую песнь», в три и девять — мелодию «Славься» из оперы «Жизнь за царя» композитора Михаила Глинки. После реставрации 1999 года они стали исполнять вместо «Патриотической песни» гимн России, официально утверждённый в 2000 году.
На начало 2020 года на звоннице Спасской башни находились 13 колоколов, хотя в разное время, как показали исторические исследования, были задействованы до 35 колоколов. Из-за ограниченного состава колоколов и несовершенства механического устройства курантов мелодии звучали невыразительно. В октябре 2020 года кремлёвские куранты были временно остановлены для дооснащения звонницы двенадцатью новыми колоколами, отлитыми на Колокололитейном заводе Анисимова. 4 ноября 2020, в День народного единства, куранты на Спасской башне впервые заиграли с обновленными колоколами.

### Звезда

Мавзолей Владимира Ленина и Спасская башня с двуглавым орлом на шпиле, 1925 год

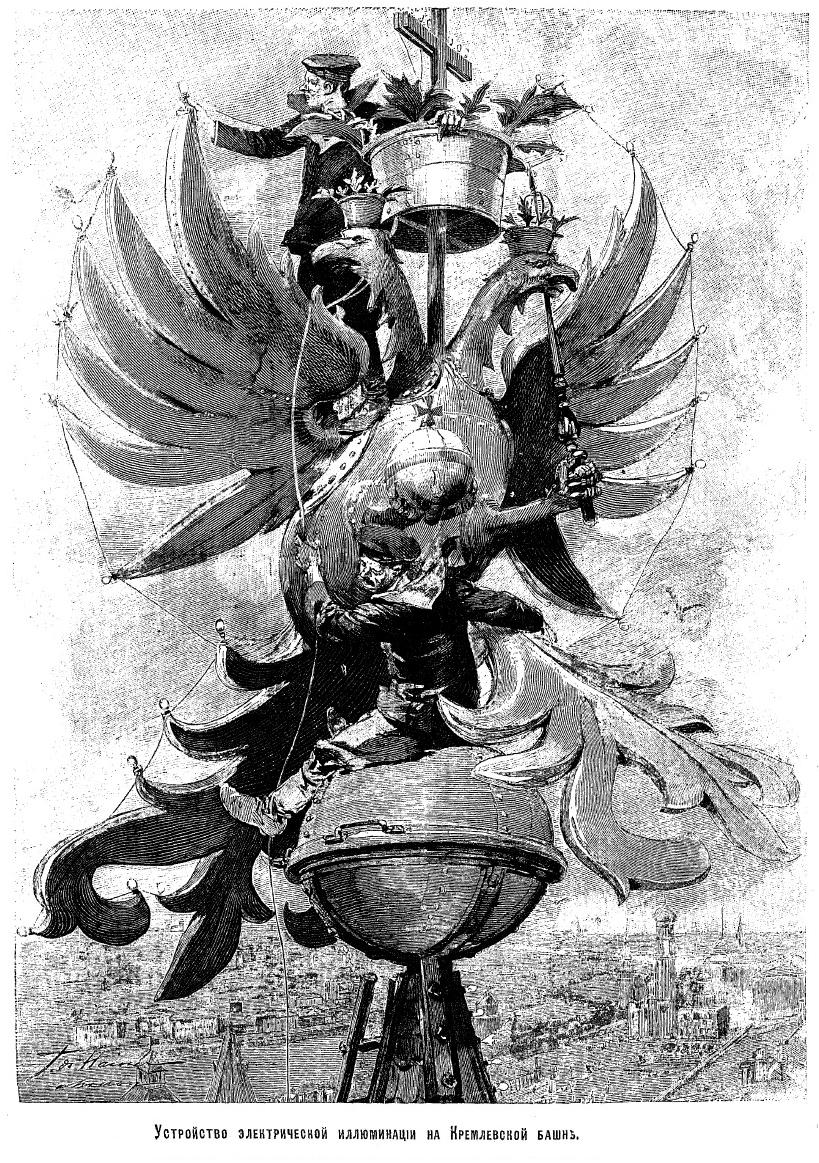
Двуглавый орёл Спасской башни, иллюминированный к коронации Николая II, 1896 год

С XVI века Спасскую башню венчал золочёный двуглавый орёл. Предположительно, первый вариант выполнили из дерева, но его описание не сохранилось. К концу XIX века навершия были изготовлены из позолоченной меди. Последнего орла установили на Спасской башне в 1912 году. В преддверии восемнадцатого Дня Октябрьской революции навершие Спасской башни решили заменить на пятиконечную звезду с серпом и молотом. Её выполнили по эскизам художника Фёдора Федоровского и украсили уральскими самоцветами. Центр навершия декорировали гербом страны, выложенным из полудрагоценных камней, от него расходились позолоченные лучи к вершинам. Изделия на Никольских и Спасских воротах стали самыми большими из всех: расстояние между их лучами составляло 4,5 метра, а масса каждой достигала одной тонны. В мае 1937 года декор Спасской башни решили заменить светящимся рубиновым аналогом. Новое навершие имело конструкцию сходную с флюгером и могло вращаться, размах его лучей составил 3,75 метра. Звезду подсвечивают автономные лампы мощностью 5 киловатт каждая.
После распада Советского Союза общественные деятели неоднократно высказывали предложения восстановить навершия в виде двуглавых орлов. Эту инициативу поддерживают Русская православная церковь, общественные движения «Народный собор», «Возвращение» и другие. В сентябре 2010 года участники фонда «Возвращение» обратились к президенту России с просьбой заменить пятиконечную звезду Спасской башни двуглавым орлом. Похожие предложения поступали во время масштабной реконструкции башни в 2014 году. Это вызвало общественный резонанс и беспокойство представителей партии КПРФ. Однако комендант Кремля Сергей Хлебников заверил, что планировалась только замена ламп на энергосберегающие, а не демонтаж звезды. К февралю 2015 года обновили системы подсветки и поворотного крепления конструкции.

## Значение

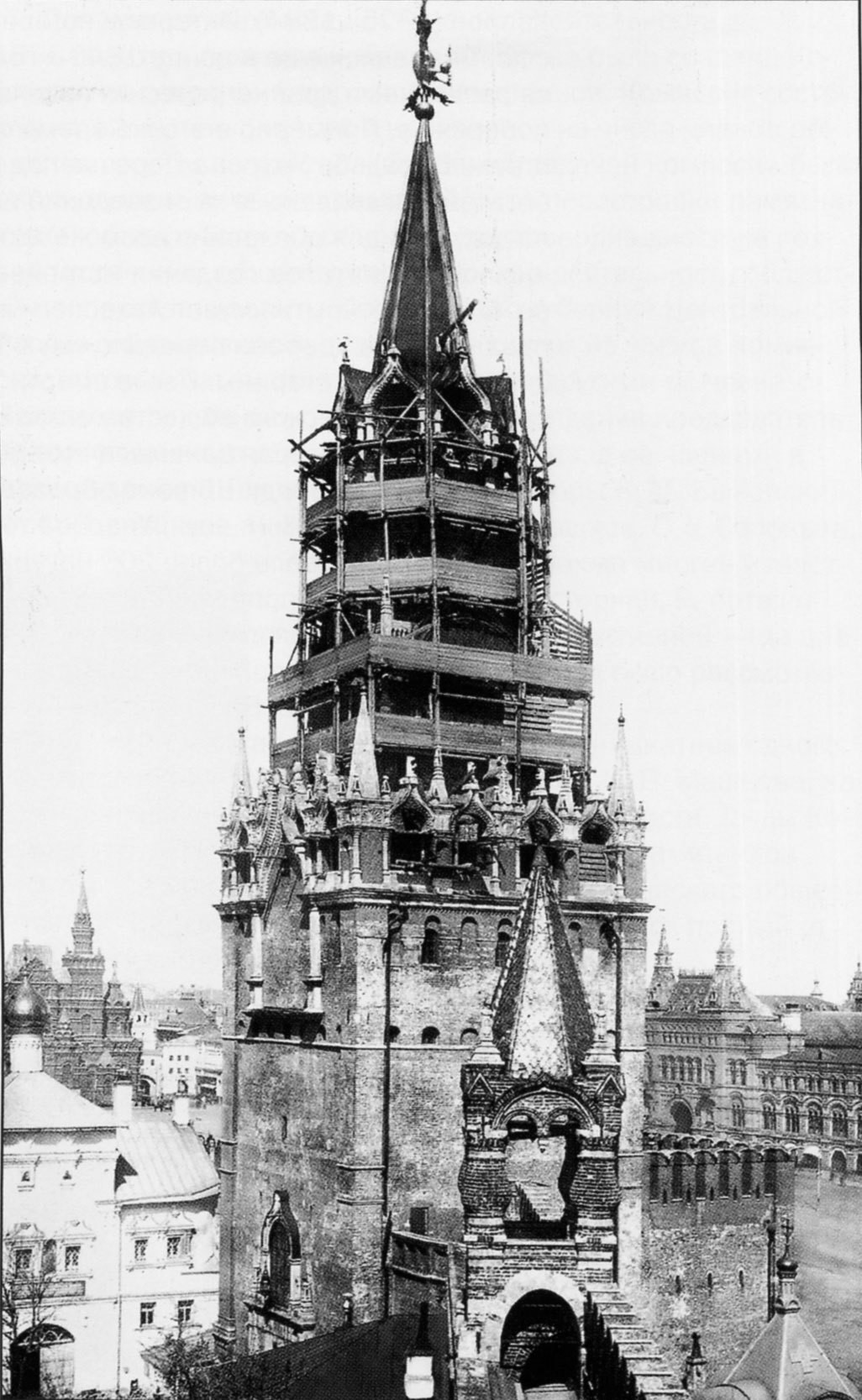
Реконструкция Спасской башни, 1912 год

Фроловские ворота являлись главным проездным сооружением Кремля и почитались как святые. Через них запрещалось въезжать верхом, проходящие мужчины снимали шляпы перед образом Спасителя на внешней стороне сооружения. В народе существовало поверье, что латинская надпись над воротами сулила проклятие тем, кто пройдёт в головном уборе. Рядом с башней проводили церковные обряды по освящению воды, что подтверждает культовый статус сооружения. Историк Алексей Малиновский полагал, что эта традиция родилась в правление царя Михаила Фёдоровича. К башне примыкали келии Воскресенского монастыря, где проживала мать государя инокиня Марфа Иоанновна. Вероятно, дежурившая у ворот стрелецкая стража требовала от простолюдин снимать головные уборы перед покоями монахини. Традиция прижилась, и в 1648 году её официально закрепили указом царя Алексея Михайловича. Ослушавшийся распоряжения должен был сделать пятьдесят земных поклонов. Историк Иван Снегирёв сообщает о поверии, согласно которому во время вступления войск Наполеона в Кремль сильный порыв ветра сорвал треуголку императора. Путешественник Хуан Валера описал обычай:
...проходя под ними, все обязаны обнажать головы и кланяться, причём от обязанности воздавать такие почести никоим образом не освобождены ни иностранцы, ни те, кто исповедуют иную, а не православную веру.
Ворота являлись парадным въездом в Кремль для военных полков и иностранных посланников. Так, после взятия Казани Иван IV торжественно въехал в крепость через Фроловскую стрельницу. Этим маршрутом Кремль покинула Марина Мнишек, жена Лжедмитрия I. У ворот дежурили Стрелецкий и Опасный караулы, поблизости размещались дворы Прибылого караула, сопровождавшего членов царской семьи в поездках. Перед коронацией все правители России, начиная с Михаила Фёдоровича, торжественно вступали на территорию крепости через Спасскую башню. Так же проходили все крестные ходы, в Вербное воскресенье дорогу устилали красным сукном и украшали вербами. У Спасских ворот встречали чудотворные иконы, привезённые с разных концов страны. Рядом с воротами издавна стоял ящик для челобитных государю, который убрали по указу Петра I. В дальнейшем сооружение сохранило свой статус. В XX веке через Спасскую башню выезжал командующий Вооружёнными силами принимать военные парады на Красной площади, так же проходила смена почётного караула у Мавзолея Ленина.
К празднованию четырёхсотлетия города Орла в 1966 году над входом в главный вокзал установили копию Спасской башни, выполненную из фанеры. В честь Спасской башни назвали международный военно-музыкальный фестиваль, проходящий ежегодно на Красной площади. В 2007 году точная копия Спасской башни высотой 55 метров была установлена в Йошкар-Оле, она получила название Благовещенская. Уменьшенная копия башни установлена в одном из жилых дворов на улице Академика Анохина.

## Надвратные иконы

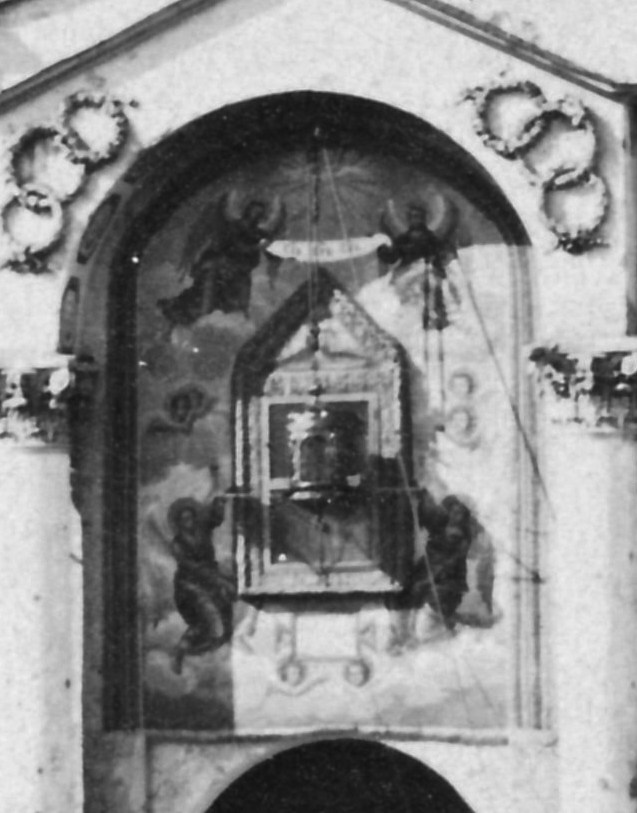
Фреска Спас Смоленский, 1865 год

### Происхождение
Точная дата создания икон над воротами Фроловской башни неизвестна. Предположительно, они относятся ко времени окончания Русско-литовской войны 1512—1522 годов. Согласно Степенной книге, во время нашествия хана Махмет-Гирея в 1521 году одна из престарелых инокинь Вознесенского монастыря молилась о спасении столицы. При одном из молебнов монахине привиделось, что через Фроловские ворота из Кремля «под звон колоколов» выходит крестный ход со множеством священников, дьяконов и причетников. За ними шли епископы, среди которых были московские святители Пётр, Алексий и Иона и Леонтий. Участники шествия несли Владимирскую икону Божией Матери и другие образы, кресты и хоругви. Когда процессия подошла к Лобному месту, навстречу ей выступили преподобные Сергий Радонежский и Варлаам Хутынский. На вопросы святых московские угодники признались, что покидают город «по воле Божией за грехи жителей Москвы». После чего преподобные призвали процессию помолиться Божией Матери о спасении города. Когда молебен был окончен, священники окрестили все стороны столицы и вернулись за стены крепости. Согласно преданию, это видение наблюдали и другие жители Москвы. Когда хан Махмет-Гирей отступил от Кремля, в память о чудесном предзнаменовании на восточной стене Спасской башни был написан образ Спасителя, на западной — Богородицы. В столице установили ежегодный крестный ход 21 мая в церковь Владимирской Божией Матери.
Достоверность этой легенды неизвестна, но в конце XVI века над стрельницей размещался киот, который хорошо различим на Сигизмундовом плане Москвы. Вероятно, его уже занимала икона Спаса Нерукотворного. Однако существует мнение, что икона появилась в XVII веке после эпидемии чумы.

### Спас Смоленский
Описание

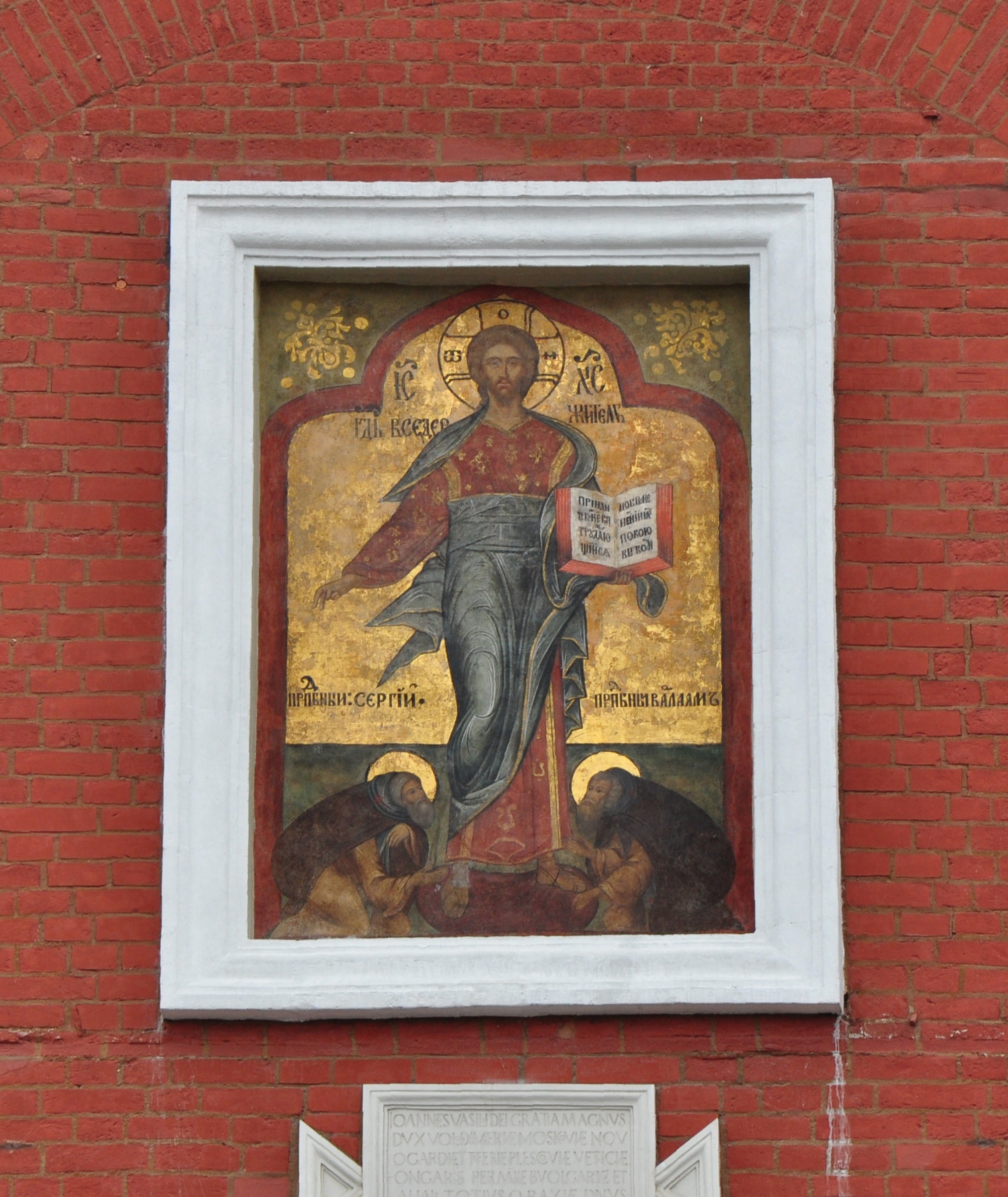
Восстановленный образ Спаса Смоленского, 2010 год

Над памятной табличкой с восточной стороны ворот находится фреска с изображением Спасителя в полный рост. В левой руке он держит Евангелие, которое раскрыто на словах: «Приидите ко мне вси труждающиися и обремененнии». К его ногам припадают святые Сергий Радонежский и Варлаам Хутынский. Павел Алеппский, посещавший Москву в середине XVII века, составил одно из первых описаний образа:
Над большими царскими восточными воротами снаружи находится образ Господа Христа, стоя благословляющего: Его нижнее одеяние голубое с золотыми разводами, а верхнее также с золотом. Этот образ называют «Спас [Спаситель] Смоленский»; именно так Он явился Зосиме и Савватию.
Перед иконой висели лампада и позолоченный фонарь, который опускали дважды в день для возжжения приносимых свечей. Первые упоминания о нём встречаются в ведомости Синода от 22 февраля 1722 года: «фонарь у Спасских ворот перед образом Спасителя повешен по приказанию царевны Марии Алексеевны и взят из ея комнаты и тому лет с пятнадцать и более». По распоряжению Артиллерийского приказа для надзора за фонарём и продажей свечей «стояла у образа» некая Анисья Петрова. Известно, что ранее это место занимал её дядя — дворовый человек Тимофей Ильин. К середине XVIII века у иконы проводили регулярные молебны, доход от них и от торговли свечами принадлежал причту Покровского собора. На образ Спаса Смоленского молились приговорённые к смертной казни на Красной площади.
История

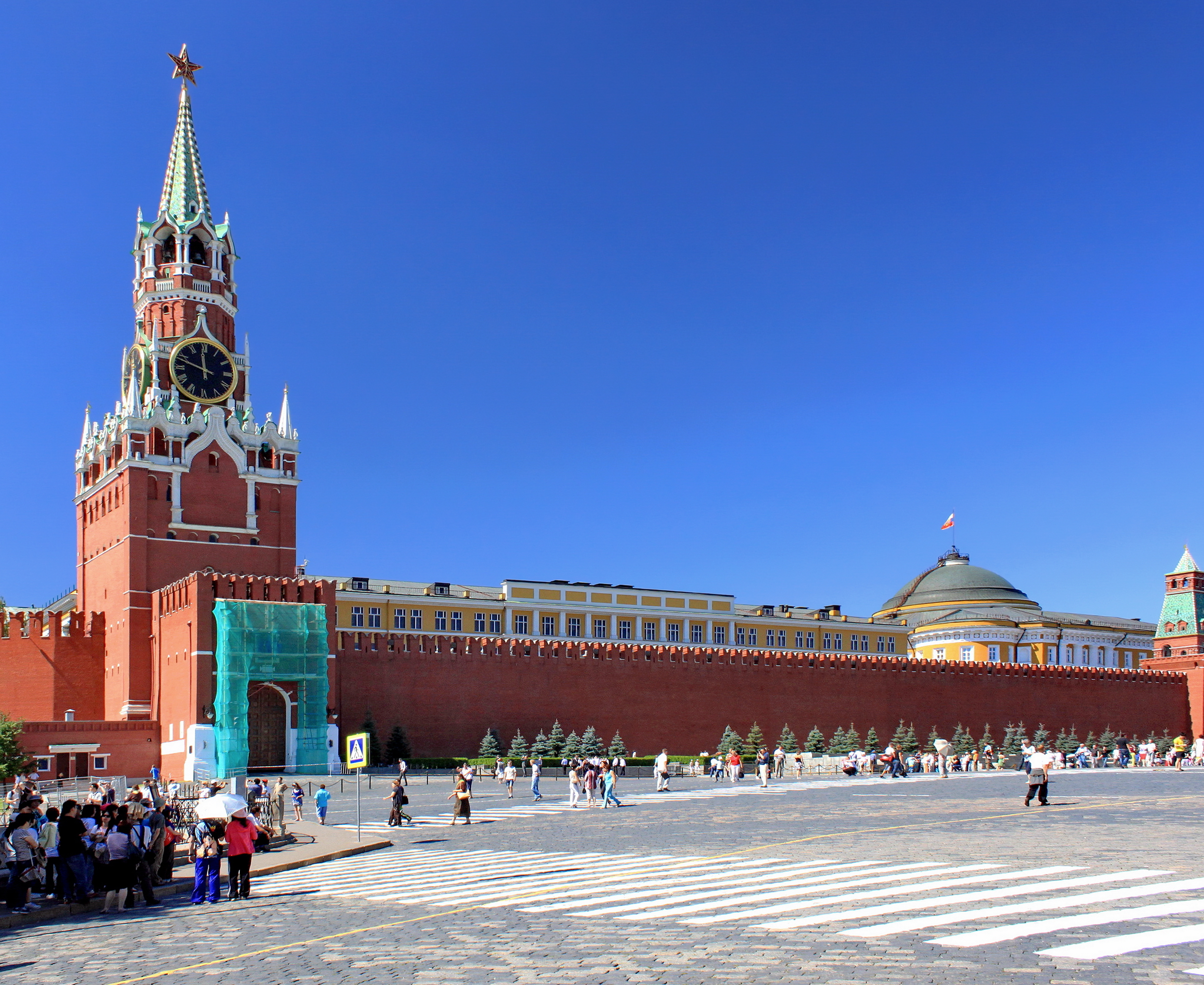
Реставрация Спаса Смоленского, 2010 год

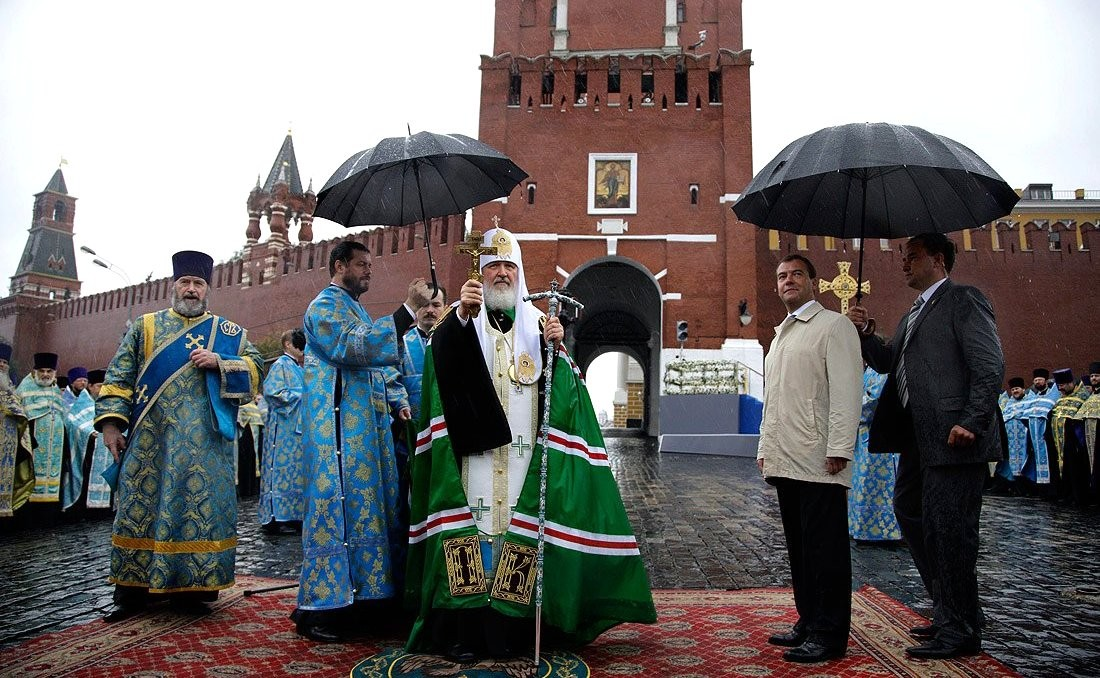
Церемония открытия надвратной иконы Спасской башни Кремля, 2010 год

Во время Троицкого пожара образ Спасителя «вельми опалился», и его возобновили в 1738 году. К этому времени относятся первые упоминания о существовании жестяного навеса над фреской. Икона была заключена в каменное обрамление — киот — со стеклянной рамой. По традиции её открывали на Рождество Христово и всю Святую седмицу, а также ко дню чествования образа. Празднество иконе совершали 1 августа. В документах 1767 года упоминается существовавшая на образе риза, на тот момент обычай открывать фреску уже именовали «существующий издавна». Через восемнадцать лет обветшавший навес заменили новым, изготовленным из английской жести. Поля по сторонам от лика Спасителя, звёзды и киот иконы вызолотили.
В начале XIX века вокруг киота нанесли изображения Святого Духа в виде голубя и шести серафимов, а также двух ангелов, держащих свиток с надписью «Свят, Свят, Свят», и двух — поддерживающих нижнюю часть иконы. По бокам от композиции расположили колонны с коринфскими капителями. Историк Иван Снегирёв указывает, что во время оккупации 1812 года французские солдаты пытались похитить драгоценную ризу, но всякий раз опрокидывалась лестница или ломались ступени. В 1813 году навес над фреской отремонтировали. В 1851 и 1866 годах икону Спасителя вместе с киотом реставрировали. Во время второго подновления во фронтоне киота поместили лепное Всевидящее око с расходящимися от него лучами. Демонтировали устроенные в начале XIX века колонны и фрески. В 1896 году проходила реставрация образа, во время которой промыли письмо, почистили ризу, покрыли позолотой киот и фонарь, покрасили навес. В 1904 году священник Иоанн Кузнецов так описывал образ:
Писана на стене, по штукатурке масляными красками. Спаситель изображён стоящим во весь рост, десница Его с благословляющими перстами опущена долу, а в левой руке Он держит евангелие, раскрытое на словах: «Рече Господь ко пришедшим к Нему иудeом: Аз есмь дверь. Мною, аще кто внидет, спасется». К стопам Спасителя припали преподобные Сергий (с левой стороны) и Варлаам (с правой). Изображение Спасителя покрыто ризою. В верхних углах иконы изображены два летящих ангела: у ангела — с правой стороны — в руке крест, ангел, находящийся на левой — держит копие и губу. Выше над иконою треугольник с сиянием, в средине его надпись «Бог». Фон иконы золочёный. Кругом иконы резная золочёная киота со стеклом.
Долгое время иконы Спасской и Никольской башен Кремля считались утраченными, но документального подтверждения ликвидации образов не сохранилось. Некоторые исследователи указывают, что их замуровали в 1937 году перед празднованием 20-летия Октябрьской революции. 7 мая 2000 года патриарх Алексий II подарил президенту Владимиру Путину мозаичные копии икон крепостных башен, выполненные по фотоснимкам старинных образов. Их планировали поместить на пустующее место на стрельницах, однако эту задумку не осуществили. Через семь лет председатель общественного фонда Андрея Первозванного Владимир Якунин предложил восстановить замурованные иконы на башнях Кремля, для чего на базе организации начала действовать инициативная группа. В апреле 2010 года исследователи «Межобластного научно-реставрационного художественного управления» провели зондирование стен Никольских и Спасских ворот. По результатам работ 11 мая 2010 года Якунин подтвердил, что иконы были накрыты металлической пластиной и замурованы под десятисантиметровым пластом штукатурки и сетки.
5 июля 2010 года завершили демонтаж защитного покрытия, скрывавшего икону. Образ сохранился приблизительно на 80 % и состоял из слоёв разных периодов. Наиболее раннее изображение наносили по жёлтому фону, позднее — по золотому. Пласт первой половины XVIII века был выполнен в технике темперной фрески. Сохранилась часть слоя XIX века, когда во время реконструкции масляными красками выписали складки одежды и позолотили фон. Реставраторы удалили рисунок маслом, но позолоту сохранили. Во время работ специалисты применяли акварель и акриловые краски, они точечно восстановили утраченные фрагменты. 26 августа того же года обновлённый образ открыли от лесов, и через два дня в праздник Успения Пресвятой Богородицы надвратную икону освятил патриарх Кирилл в присутствии президента Дмитрия Медведева. Через год образ покрыли специальной рамой с безбликовым стеклом и оснастили киот системой вентиляции.

### Спас Нерукотворный и Печерская Богоматерь

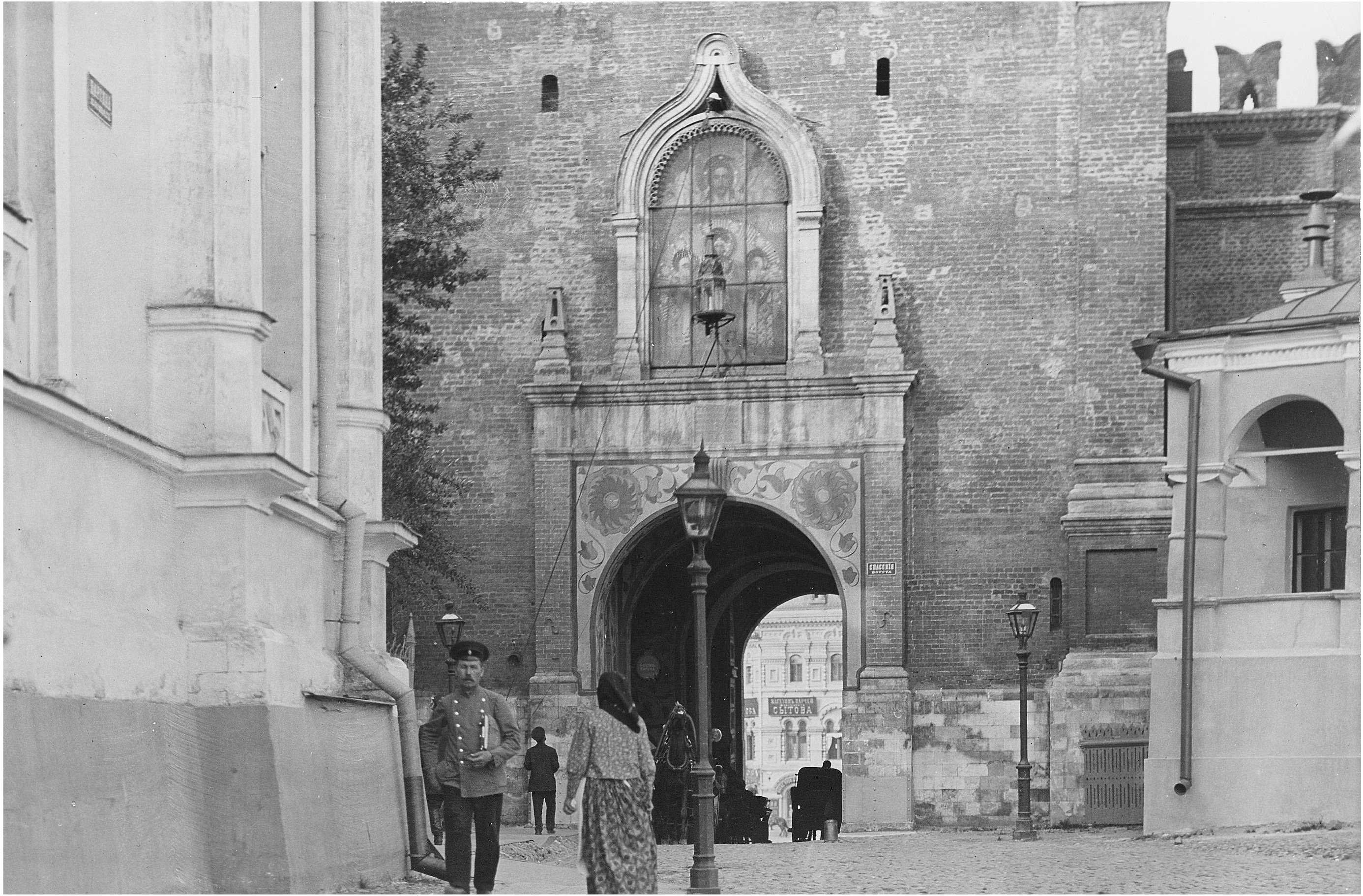
Иконы Спаса Нерукотворного и Печерской Богоматери, начало XX века

До 1930-х годов с западной стороны Спасской башни над воротами и памятной табличкой размещались образы Спаса Нерукотворного и Печерской Богоматери с предстоящими ей святителями московскими Петром и Алексием. Предположительно, икону Богоматери написали одновременно со Спасом Смоленским. Икону Спаса Нерукотворного доставили из Вятки по указу царя Алексея Михайловича 14 января 1647 года. Оригинальный образ поместили в Новоспасский монастырь, а в Хлынов отправили точный список. Над Печерской иконой Фроловских ворот нанесли копию изображения под руководством жалованного иконописца Оружейной палаты Ивана Филатовича Ярославцева. К XVIII веку перед образами разместили фонарь для свечей богомольцев и медный навес, изображения обрамили киотом, перед иконами горела неугасимая лампада. По аналогии с фонарём Спаса Нерукотворного конструкцию опускали два раза в сутки.
В 1768 и 1813 годах иконы подновляли, во время второй реконструкции колонки по бокам от киота покрыли медными позолоченными листами. Во время реставрации 1866 года образы на западной стене башни счистили и нанесли вновь, киот оформили килевидным завершением. В 1913 году протоиерей Николай Скворцов так описывал иконы:
На Печерской иконе Богоматерь изображена сидящею на престоле, на коленях Ея — Богомладенец, по сторонам престола стоят святители Пётр и Алексий; над иконою Нерукотворного образ Спасителя, убрус держат два ангела. Икона написана на стене, киот со стеклом.
Образ был восстановлен в 2023 году и освящён патриархом Кириллом в праздник Успения Пресвятой Богородицы.

## Часовни

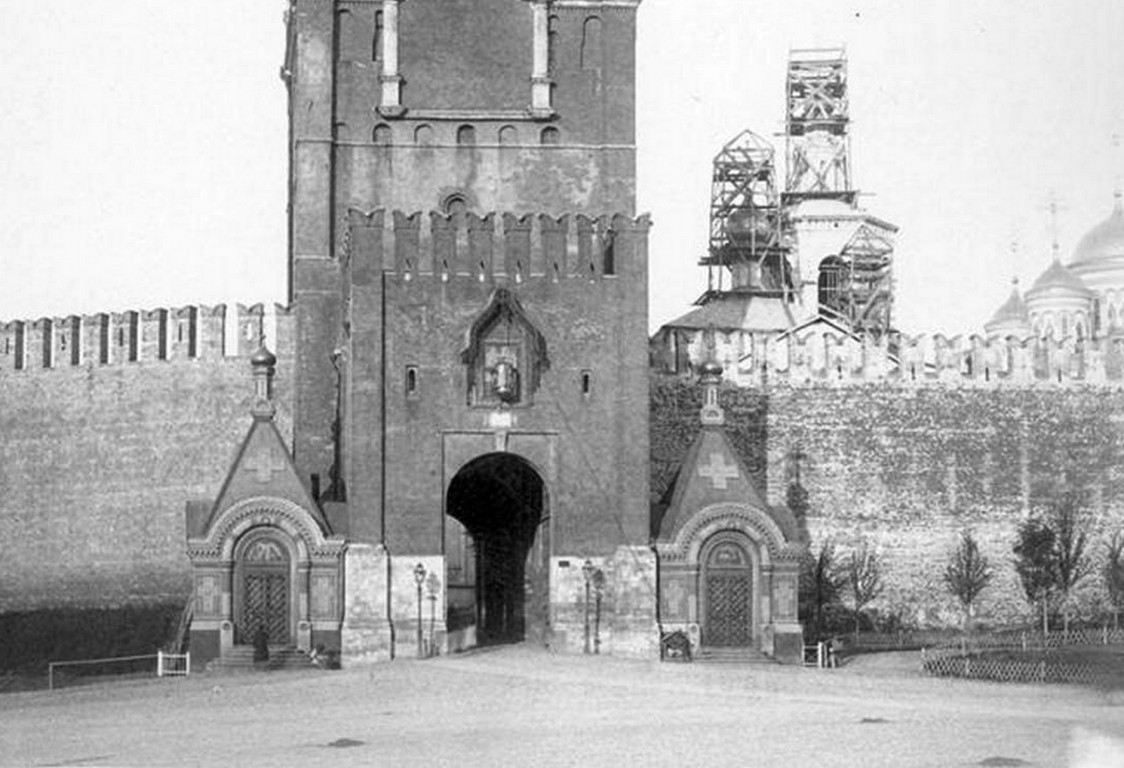
Смоленская и Спасская часовни Спасских ворот, 1889 год

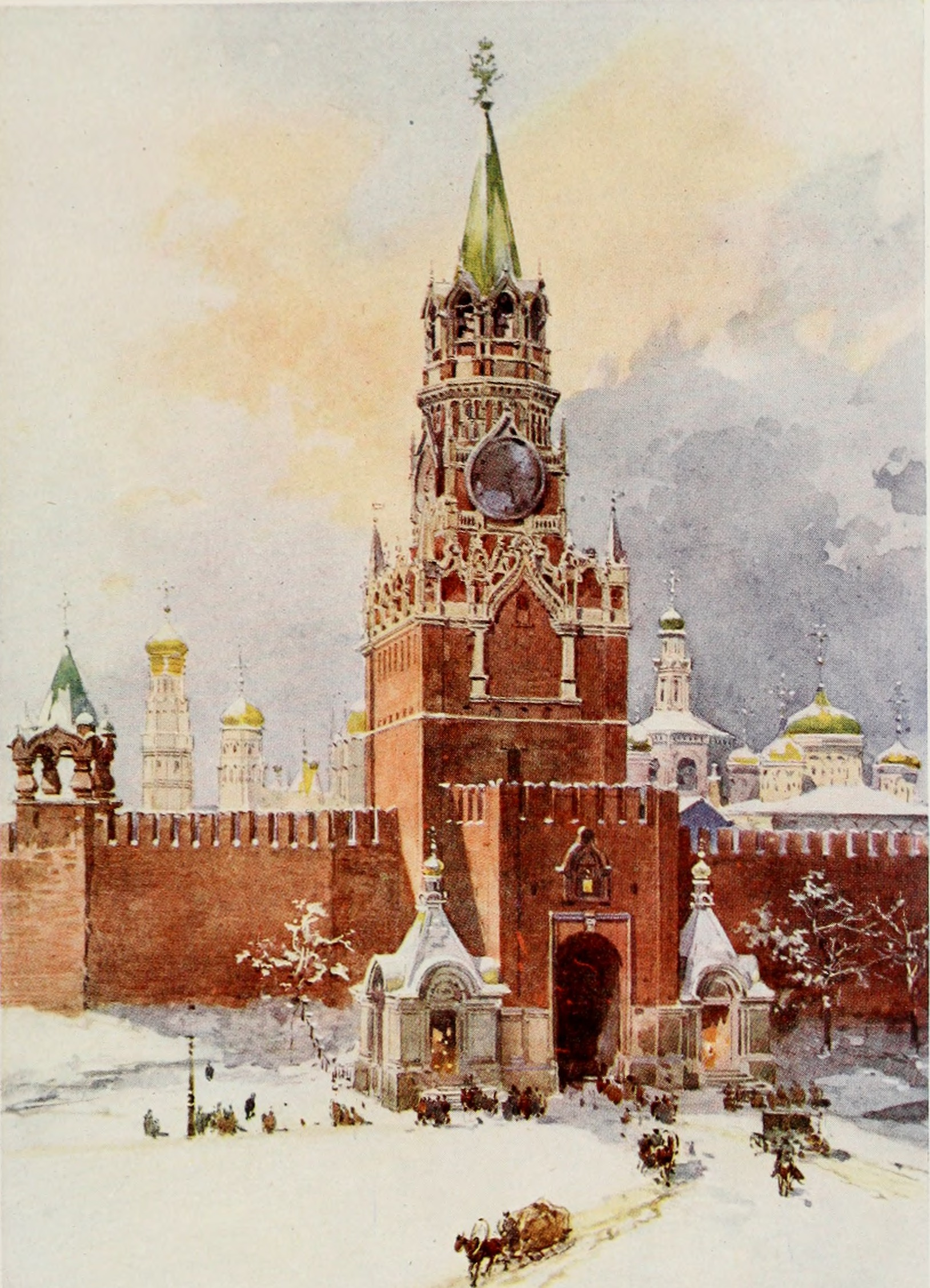
Часовни у Спасских ворот, изображение Фредерика де Ханена 1913 года

### История
На изображениях Спасской башни XVII века часовни у подножия сооружения отсутствуют. Но согласно Строельной книге 1694 года, возле ворот существовала моленная, под которой в 1647 году был погребён некий «гречанин Македонския земли». Часовня относилась к ведению Покровского монастыря, к 1722 году её ликвидировали.
Москвичи почитали образ Христа на Спасской башне, и перед ним регулярно проводили молебны. В XVIII веке священнослужители Покровского монастыря организовывали их на мосту перед воротами. Для защиты от дождей к концу столетия у правой стены башни соборяне возвели часовню, которую разобрали в начале XIX века. Вместо неё в 1802—1803 годах по бокам от ворот соорудили две симметричные каменные часовни в классическом стиле: Спасскую и Смоленскую. Они также относились к ведению Покровского собора. Моленные пострадали во время французской оккупации 1812 года и после освобождения города были перестроены по новым чертежам. Конструкции практически полностью выступали перед воротами и стояли на высоких каменных помостах. Металлические решётки отгораживали площадки перед входами, куда вели небольшие каменные лестницы. Часовни венчали полукруглые купола зелёного цвета. В 1817 году к Смоленской часовне пристроили небольшое жилое помещение.
При реставрации Спасской башни в 1868 году по проекту архитектора Петра Герасимова возвели новые шатровые часовни в русском стиле, освящённые 22 октября того же года. По одним данным, обе часовни были снесены около 1925 года, по другой версии — в 1929 году.

### Спасская часовня
Главной святыней Спасской часовни считалась икона Спасителя, являвшаяся почти полной копией надвратного образа. Но вместо ангелов с орудиями страстей в верхних углах иконы изобразили серафимов. Вокруг лика Христа поместили звёзды и сияние. Образ почитался как чудотворный, к нему приходили паломники с разных городов России. Икону разместили в резном иконостасе у западной стены часовни и украсили позолоченной серебряной ризой с драгоценными камнями. Её вес превышал 26 килограммов, декор изготовили 22 декабря 1865 года на средства московских купцов Щенковых. Перед иконой располагалось семьдесят серебряных позолоченных лампад, пожертвованных в разное время прихожанами. Самая большая из них, подаренная в 1860 году, имела четырёхугольную форму и весила более двух килограммов. Стоявшей перед образом массивный подсвечник перенесли в часовню в 1868 году из Покровского собора, где он находился перед чудотворной иконой Покрова Божией Матери. Конструкцию венчала большая серебряная чаша, пожертвованная государем Михаилом Фёдоровичем в 1639 году.
В иконостасе по бокам от Спасителя поместили посеребрённые металлические аналои с образами Гребенской Богородицы и Николая Чудотворца. Позади них на стене по цинку и золочёному фону написали образы архангелов Гавриила и Михаила. В такой же технике выполнили фрески боковых стен. На северной изобразили московских митрополитов Алексия и Филиппа, Варлаама Хутынского и блаженного Иоанна Московского; на южной — митрополитов Петра и Ионы, Сергия Радонежского и Василия Блаженного. В нише между двумя последними образами находился вмонтированный медный посеребрённый крест с ликом Спаса Нерукотворного в верхней части, икон святых Александра Невского и Иосифа Песнописца в серебряных ризах — в центре. Располагавшаяся внизу подпись гласила, что икона была «сооружена усердием Московского рядского торгового сословия» в память о спасении Александра II 4 апреля 1866 года.
Снаружи часовни над входной дверью поместили образ Христа в виде ангела, благодаря чему в народе сооружение именовали «Великого Совета Ангел». С внутренней стороны над входом располагалась икона Божией Матери. Помещения моленной облицевали белым мрамором, а потолок расписали в виде небесного свода со звёздами. Часовня почиталась богомольцами, многие москвичи начинали и заканчивали свой рабочий день молитвами в этой моленной. Накануне празднования иконы Спаса Смоленского 31 июля в стенах сооружения совершали всенощное бдение с чтением акафиста Спасителю.

### Смоленская часовня
Над входом в Спасскую часовню находилась икона Благовещения, поэтому сооружение стали также именовать «Великого Совета Откровение». С внутренней стороны над дверью поместили лик Христа. У западной стены установили резной золочёный иконостас с эмалью. В верхнюю его часть вмонтировали образ Спаса Нерукотворного, в среднюю — Смоленской Богоматери с серебряной ризой. Боковые части занимали обложенные иконы архангелов Михаила и Гавриила. Празднование центральной иконы — Смоленской Богоматери — проводили 28 июля, для чего накануне совершали всенощное бдение с чтением акафиста Богородице.
У северной стены установили икону Казанской Богоматери в позолоченной ризе с надписью: «В память чудеснаго спасения драгоценной жизни Государя Императора Александра Николаевича от руки убийцы в Париже 25 мая 1867 года. Пожертвована А. Н. Жуковым». Рядом поместили икону блаженного Иоанна Московского и образ Спасителя на престоле в серебряном позолоченном окладе весом более десяти килограммов. Его пожертвовал некий купец Стриженов 30 сентября 1870 года. В южной части часовни находились образы Василия Блаженного и Тихвинской Божией матери, ризу для которой также пожертвовал А. Н. Жуков.

## В филателии и бонистике
Спасскую башню нередко изображают на почтовых марках и денежных купюрах. Спасская башня часто изображается на почтовых марках новогодней тематики.

Спасская башня в филателии и бонистике
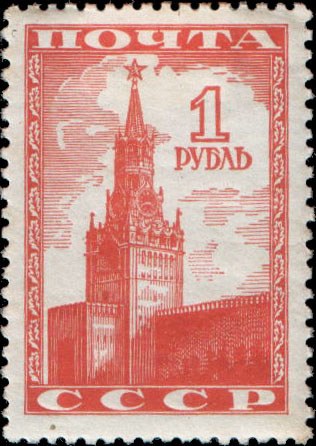
Почтовая марка СССР, 1941 год
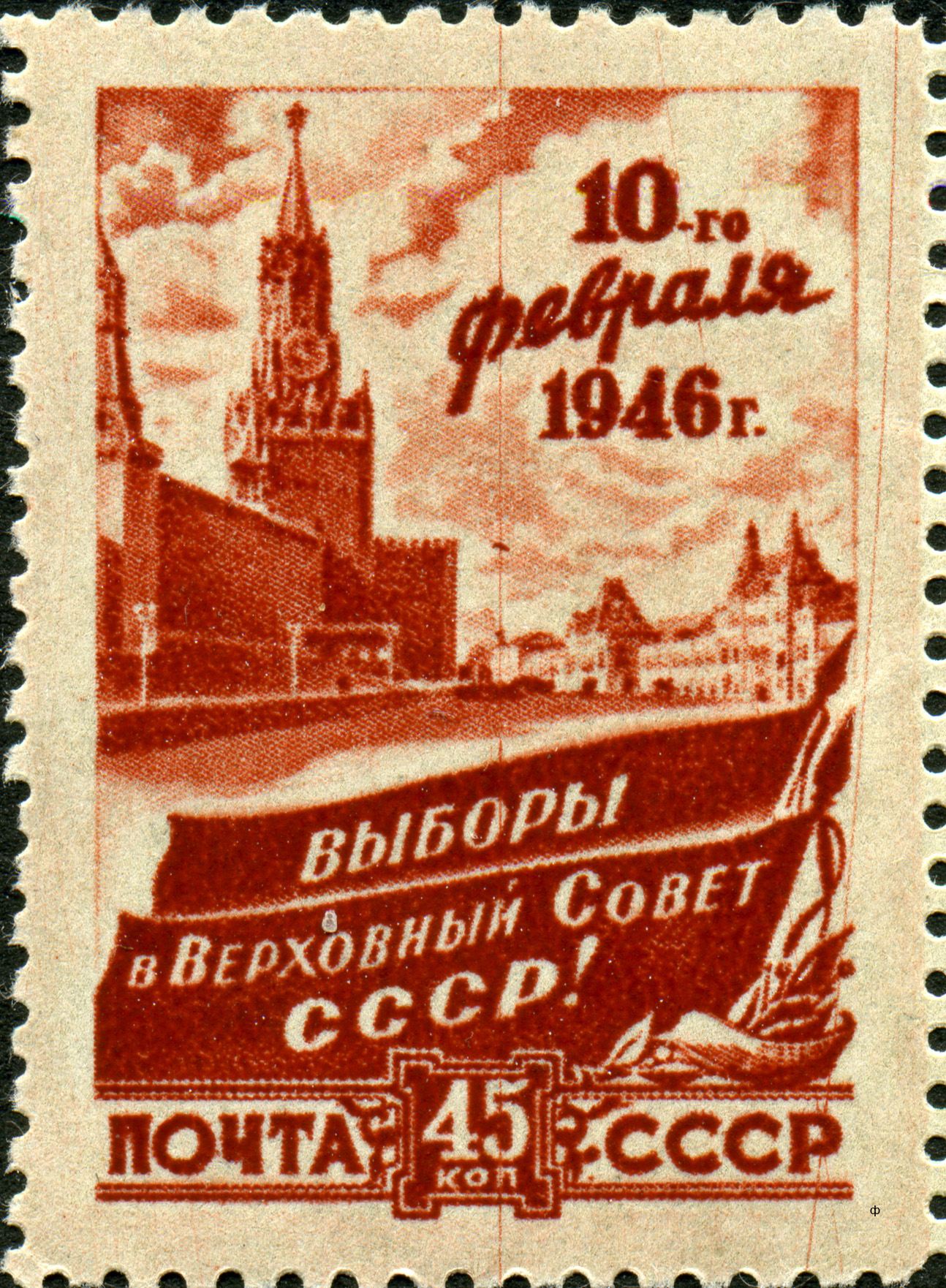
Почтовая марка СССР, 1946 год
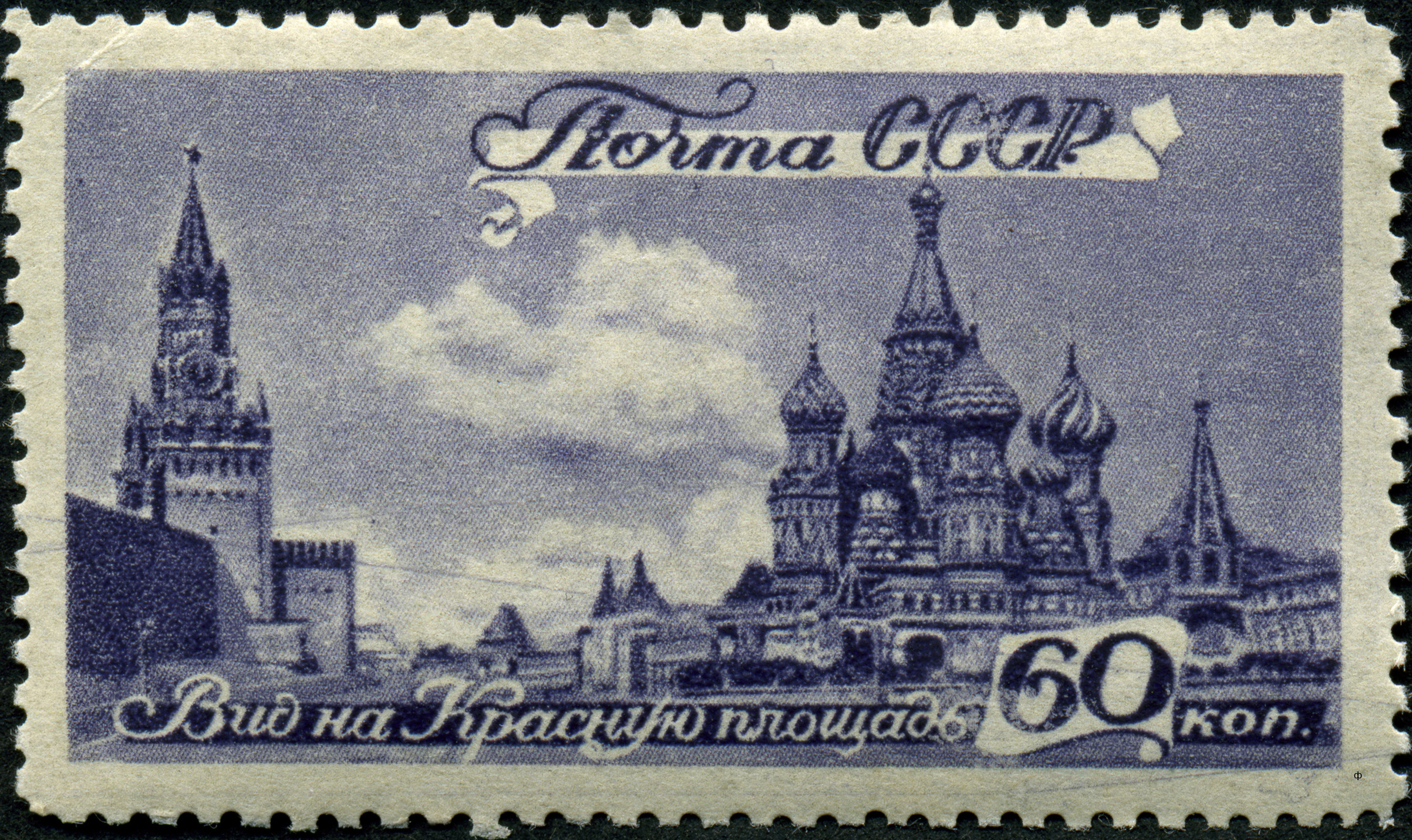
Почтовая марка СССР, 1946 год
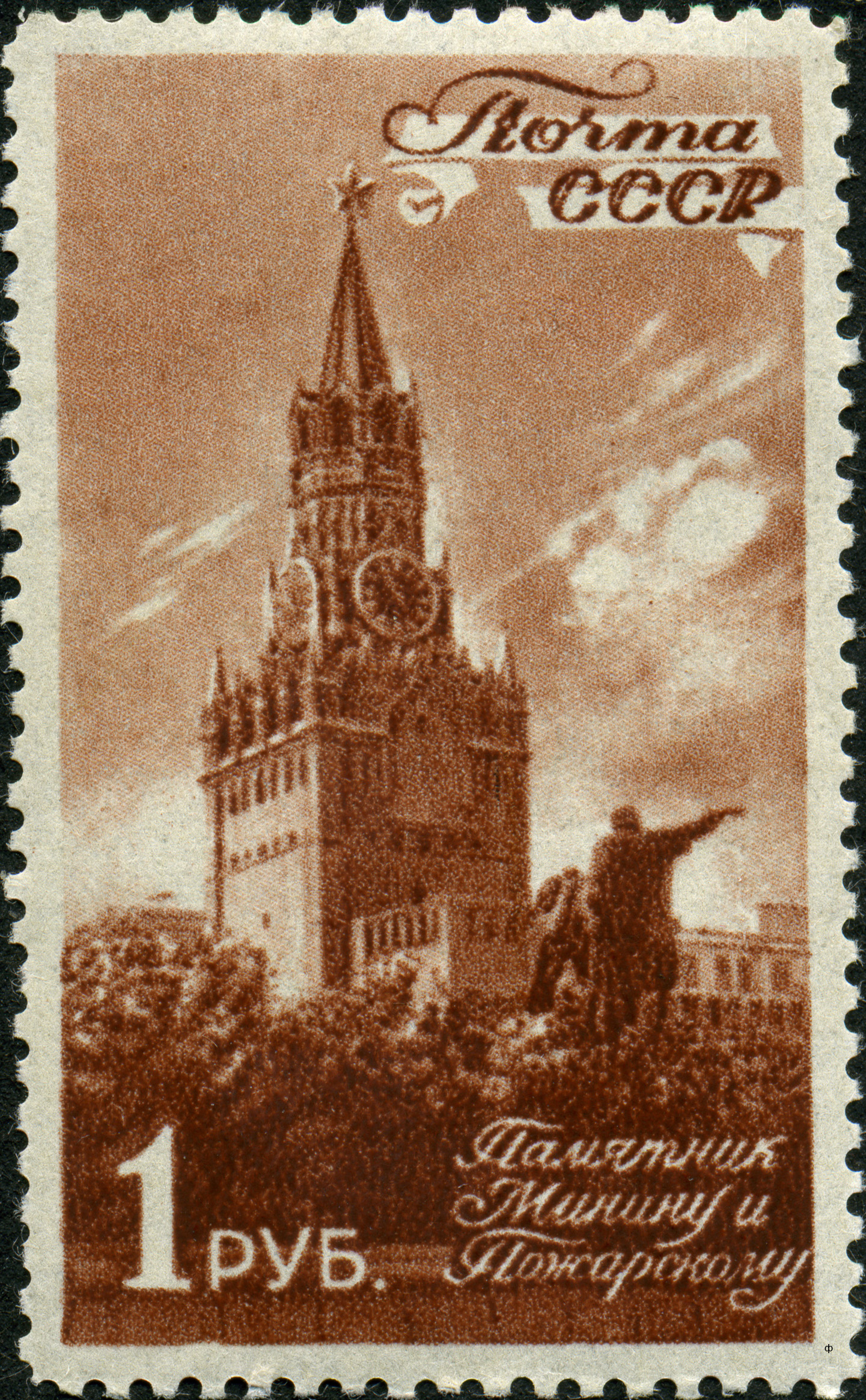
Почтовая марка СССР, 1946 год
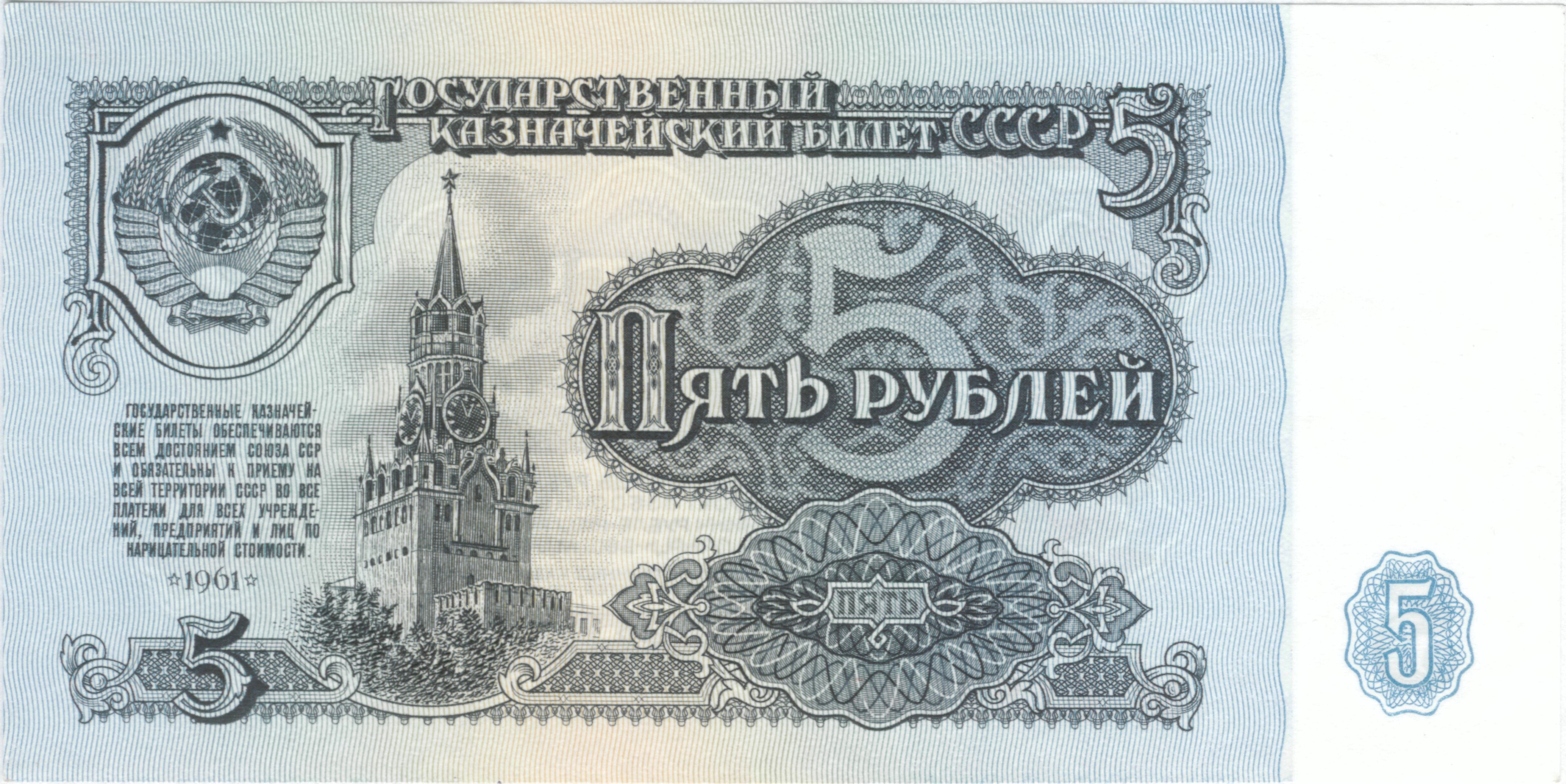
Казначейский билет СССР, 1961 год
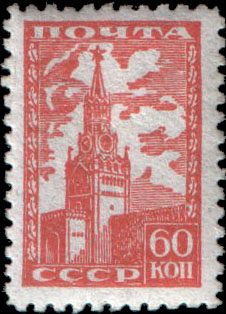
Почтовая марка, 1947 год
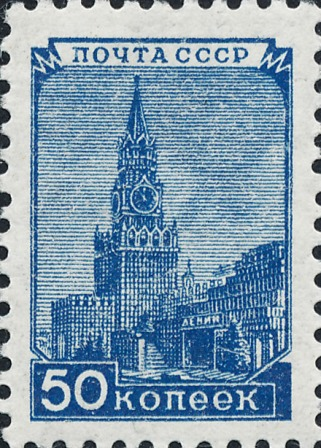
Почтовая марка, 1949 год
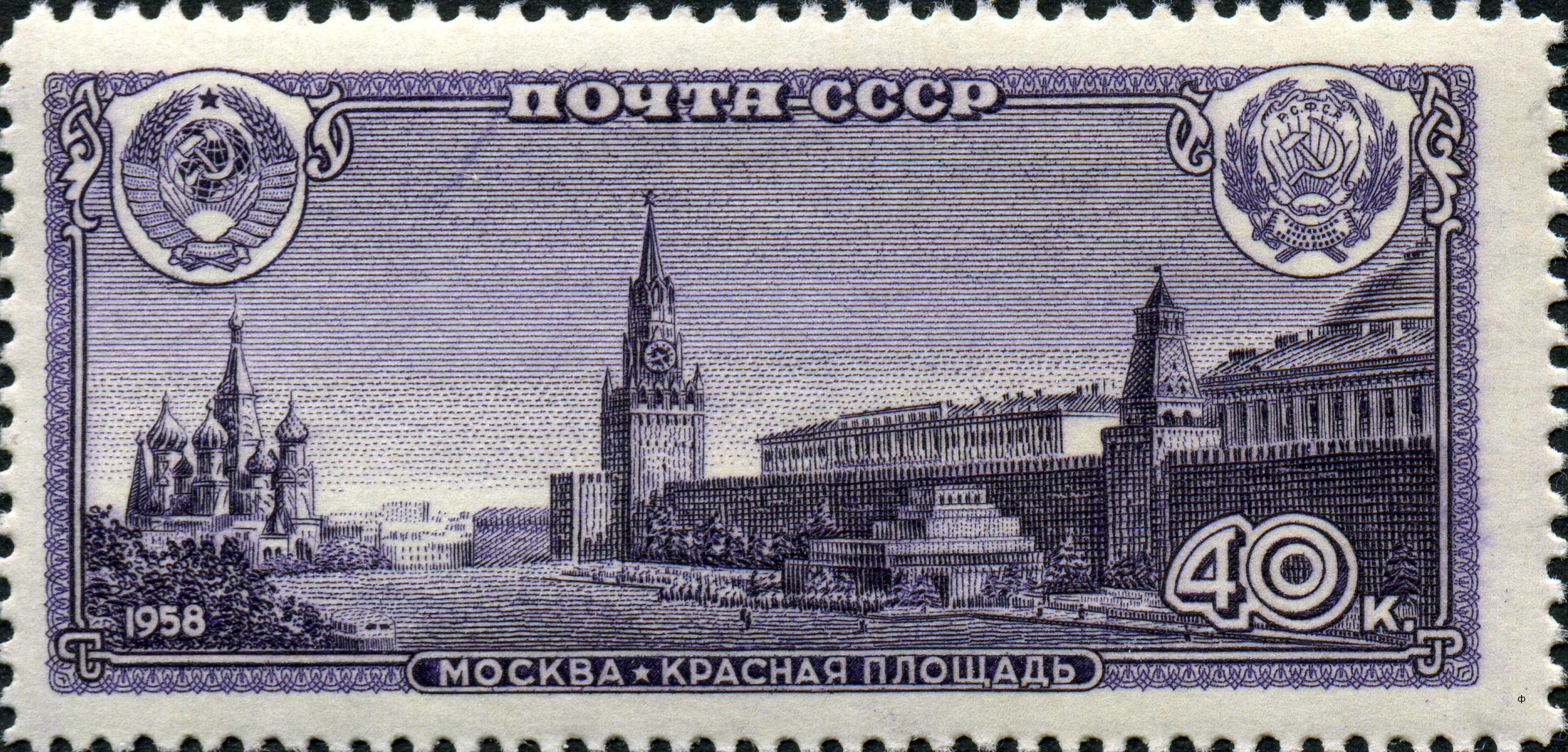
Почтовая марка, 1958 год
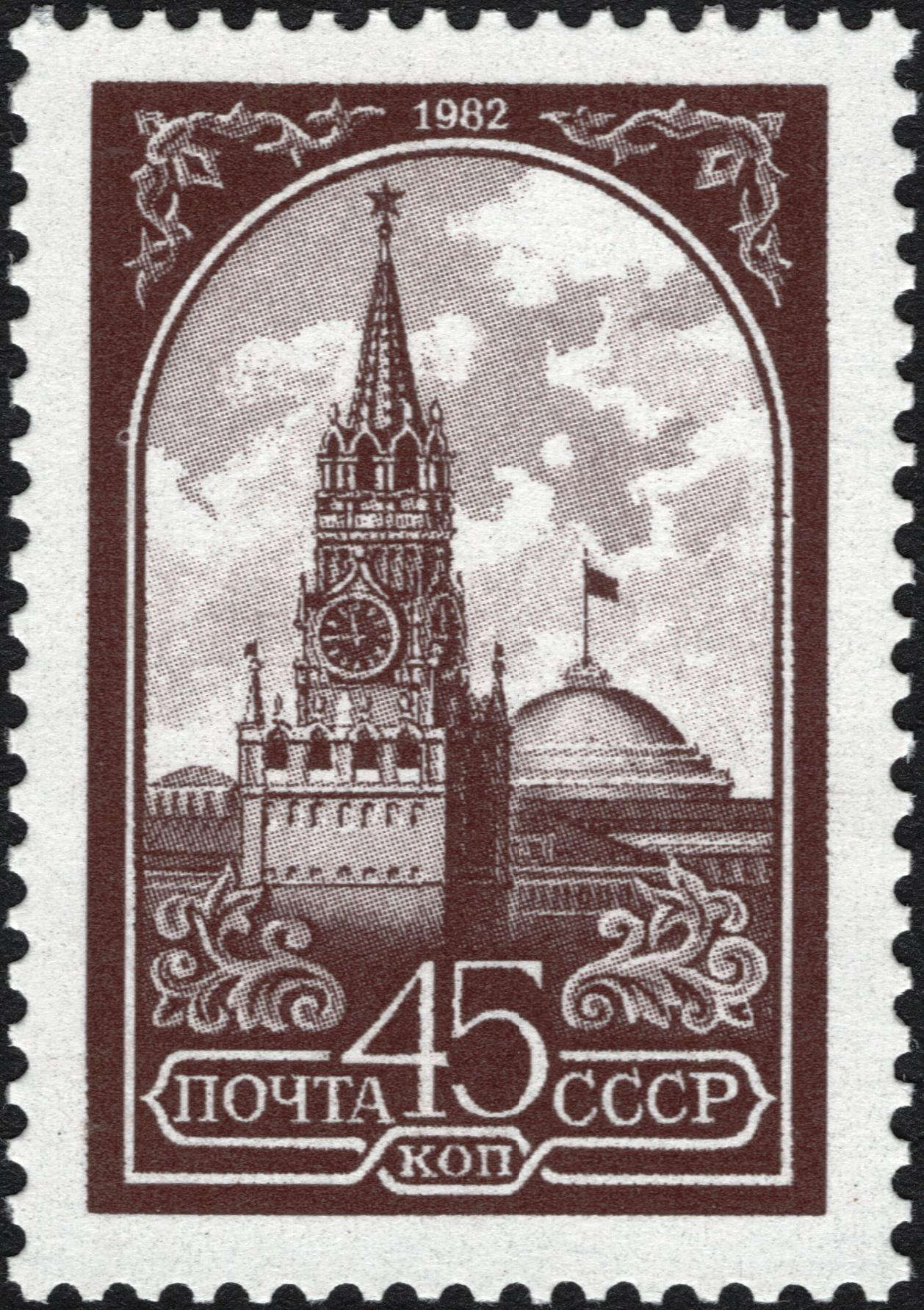
Почтовая марка СССР, 1982 год
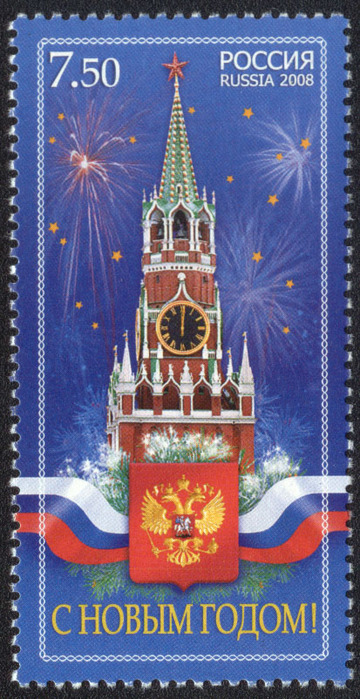
Почтовая марка России, 2008 год
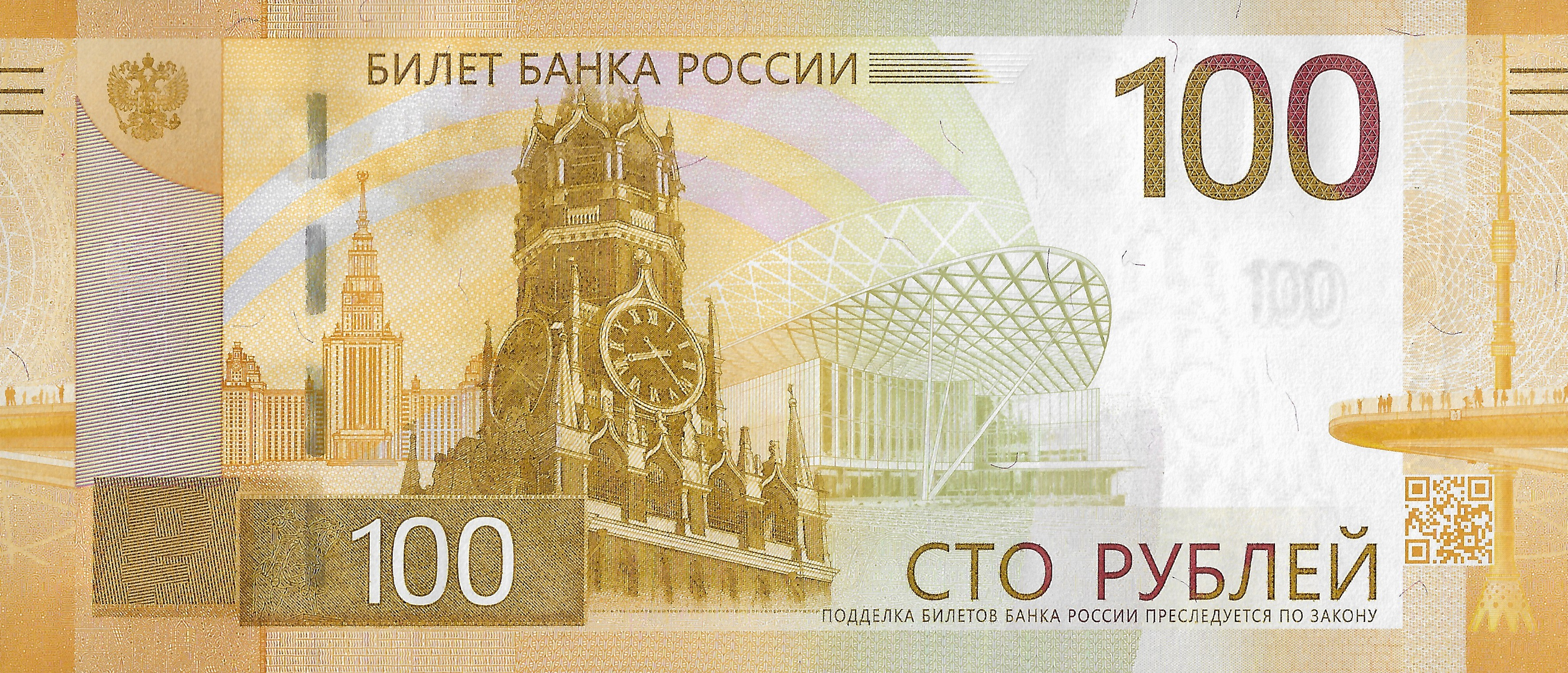
Билет банка России, 2022 год